# 托尔西
托尔西（法語發音：[tɔʁsi] ⓘ），法国中北部城市，法兰西岛大区塞纳-马恩省的一个市镇，同时也是该省的一个副省会，下辖托尔西区，其市镇面积为6平方公里，2022年1月1日时人口数量为22,939人，在法国城市中排名第400位。
托尔西位于塞纳-马恩省西北部，马恩河南岸，是一个区域性的政治和交通中心，也是巴黎-马恩拉瓦莱城市圈公共社区的办公驻地，自1993年起成为副省会。
托尔西距离巴黎市区以东大约26公里，历史上长期为一处普通农业村落，自20世纪60年代起被规划为法国国家级新城马恩拉瓦莱的组成部分，属于莫比埃谷（新城第二街区）。20世纪70年代后，托尔西境内得到大规模开发建设，其人口数量在十年内增加了三倍。横贯托尔西的法兰西岛大区快铁A线于1980年建成通车，由此前往巴黎市区的最佳旅行时间在半小时以内，托尔西火车站附近出现了综合交通枢纽、两个大型商业区和多处办公及居民楼，现已成为马恩拉瓦莱的一个综合功能都市中心，是法国现代城市规划中公共交通导向型开发的一个典型案例。

## 地名来源
根据法国地名学家埃内斯特·内格尔的论述，“托尔西”一名最初于公元868年以“Turciacum”的形式被记载，该名称来源于古罗马人物“Turcius”，其生平尚不清楚，可能是托尔西附近区域历史上的一名领主，亦可能与托尔西境内的一处天主教堂有关。

## 历史
托尔西历史上长期为一处普通农业村落，自20世纪末被划入马恩拉瓦莱新城后得到快速发展。

### 18世纪以前

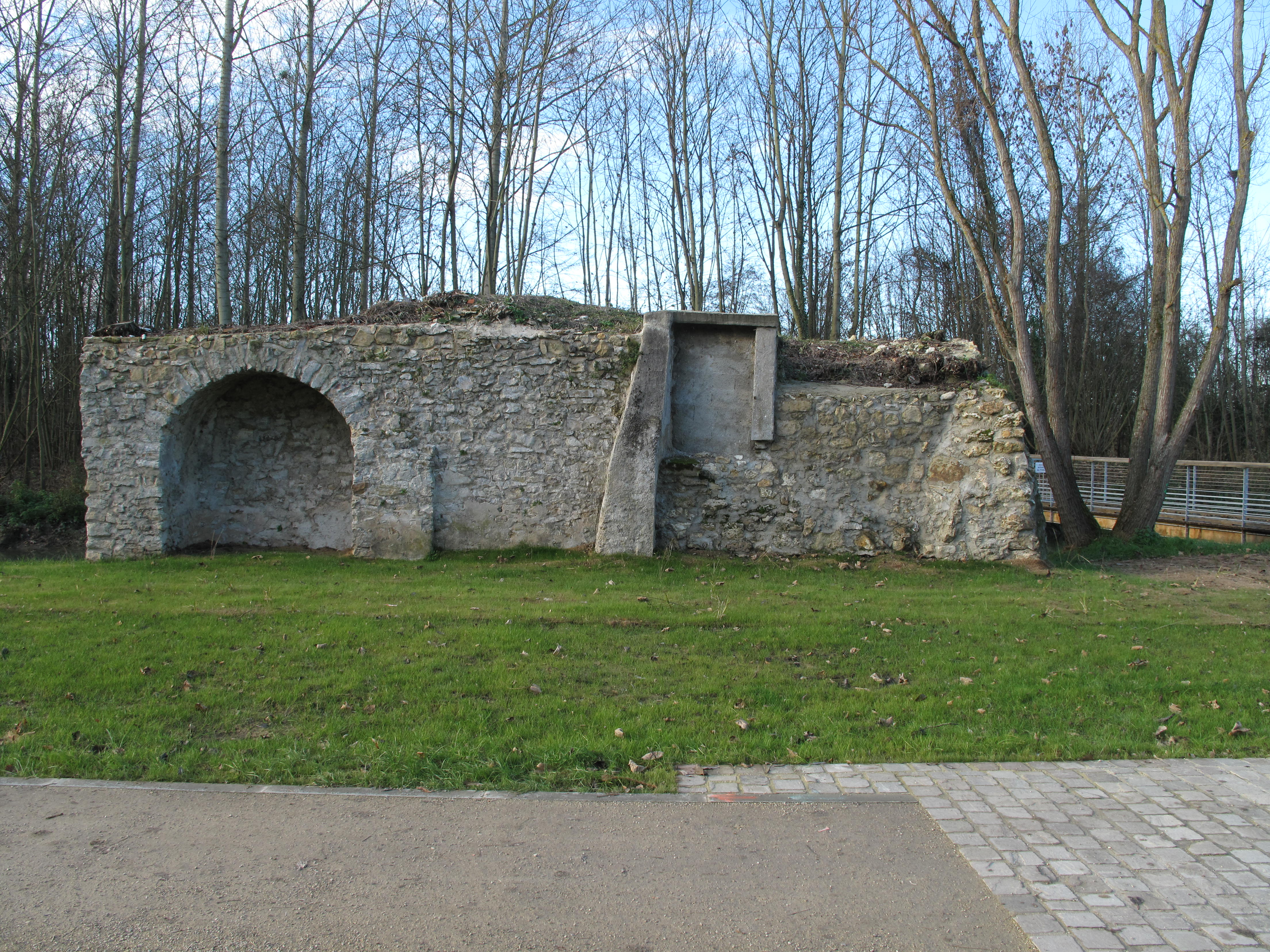
杜夫尔磨坊遗址

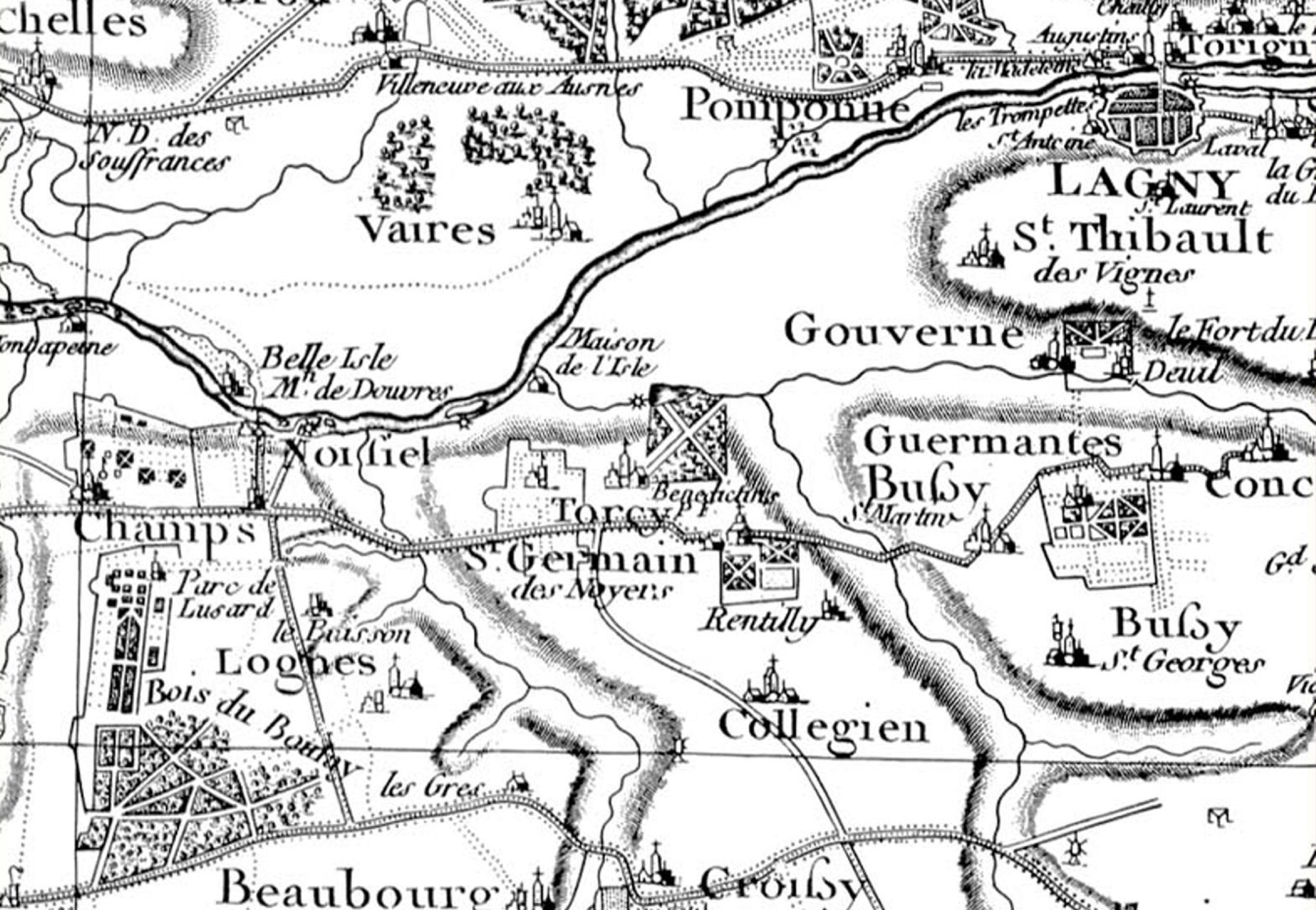
卡西尼地图上标注的托尔西

托尔西及其附近区域发现有新石器时期的人类活动遗迹，但托尔西作为聚落的时间尚有待考证。高卢-罗马时期，一条由默伦向北延伸的道路由此通过，其马恩河以北的路线已无从考证，亦有可能在此与马恩河航路汇合。
托尔西的城市发源地位于马恩河左岸的一处浅丘之上，河畔的杜夫尔磨坊始建于公元九世纪中期，是当地有确切记载的最早的建筑物。公元十世纪时，位于马恩河畔的圣莫修道院曾一度迁至托尔西附近。1078年，努瓦谢勒领主加尔朗德的纪尧姆将其管辖的土地赐给了克吕尼修道院，作为回赠，其长子昂索一世成为托尔西的首位领主，其女儿加尔朗德的阿涅丝于1139年嫁给了法兰西国王路易七世的弟弟罗贝尔一世，后者也因此获得了“托尔西（名誉）伯爵”的头衔。此后，托尔西长期成为法兰西王室的一处领地。
1219年，罗贝尔二世的长女菲丽帕与巴尔伯爵亨利二世联姻，托尔西成为巴尔伯国的一部分。1297年，因被怀疑与英格兰军队勾结，法兰西国王腓力四世没收了巴尔伯爵亨利三世所持有的大部分土地，其中托尔西被转给了卡尔卡松主教谢夫里的约翰（Jean de Chevry），后者在此修建了一处小圣堂，现已不存。
英法百年战争初期，法兰西国王约翰二世曾为托尔西的领主，当其于1350年继承王位后，他便将托尔西转让给了他的侍从洛里的罗贝尔。宗教战争期间，杜夫尔磨坊被烧毁。1664年，托尔西领主约阿希姆·贝罗（Joachim Béraud）唯一的女儿弗朗索瓦丝·贝罗（Françoise Béraud）与法兰西内阁大臣让-巴蒂斯特·柯尔贝尔的弟弟克鲁瓦西的夏尔-柯尔贝联姻，后者随即获得了侯爵爵位。在柯尔贝尔的支持下，托尔西被开辟为一个商业码头，并每周举办露天集市，这项活动一直持续到了18世纪末。

### 近代

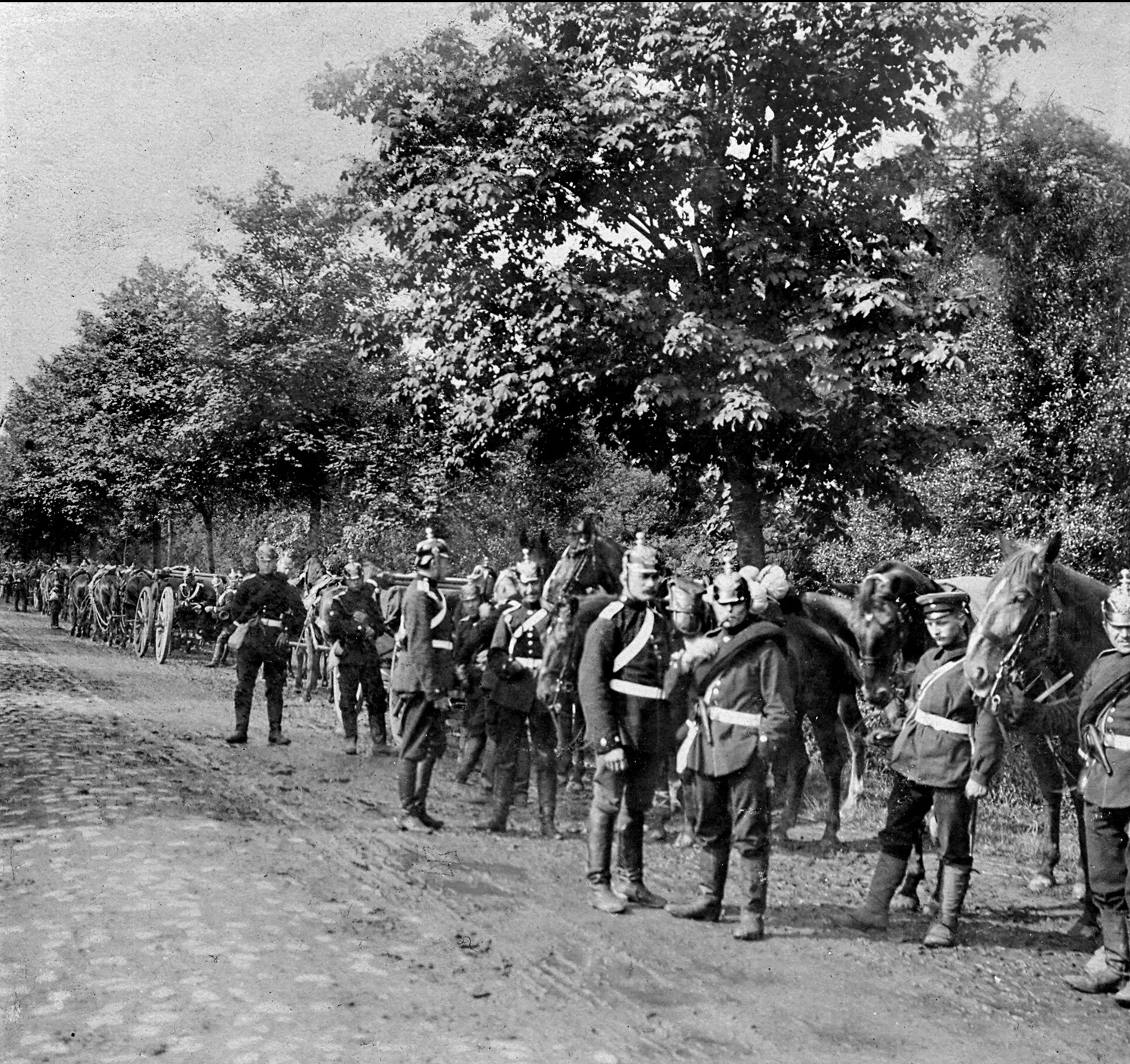
普法战争期间一支途径托尔西的普鲁士军队

法国大革命结束后，托尔西成为塞纳-马恩省的一个市镇，隶属于莫城区。1790至1794年间，位于托尔西东侧的圣日耳曼代努瓦耶（Saint-Germain-des-Noyers）整体并入托尔西的市镇范围，即便如此，彼时的托尔西仍是一个人口稀疏的农业聚落，直至19世纪70年代，当地人口数量尚不足一千，农业种植是当地主要的生产活动。雅克·皮克纳尔先生（Jacques Picquenard）在其担任托尔西市长期间（1852至1868年）主持修建了包括圣巴泰勒米教堂（Église Saint-Barthélemy de Torcy）在内的多处建筑，一条横跨马恩河的便桥在1879年建成。普法战争期间，一支普鲁士军队曾由托尔西通过前往巴黎。
1898年，位于巴黎－斯特拉斯堡铁路线上的韦尔铁路乘降所建成运行，该站距离托尔西市区不到2公里。此后，随着马恩河大桥的修建，韦尔乘降所成为了连接巴黎市区和托尔西之间的一个快捷中转站。1930年，该乘降所扩建成为铁路车站，并应其附近多个市镇政府的请求而更名为“韦尔-托尔西-努瓦谢勒-布鲁火车站”（Gare de Vaire-Torcy-Noisiel-Brou），后简化成为韦尔-托尔西站。

### 现代

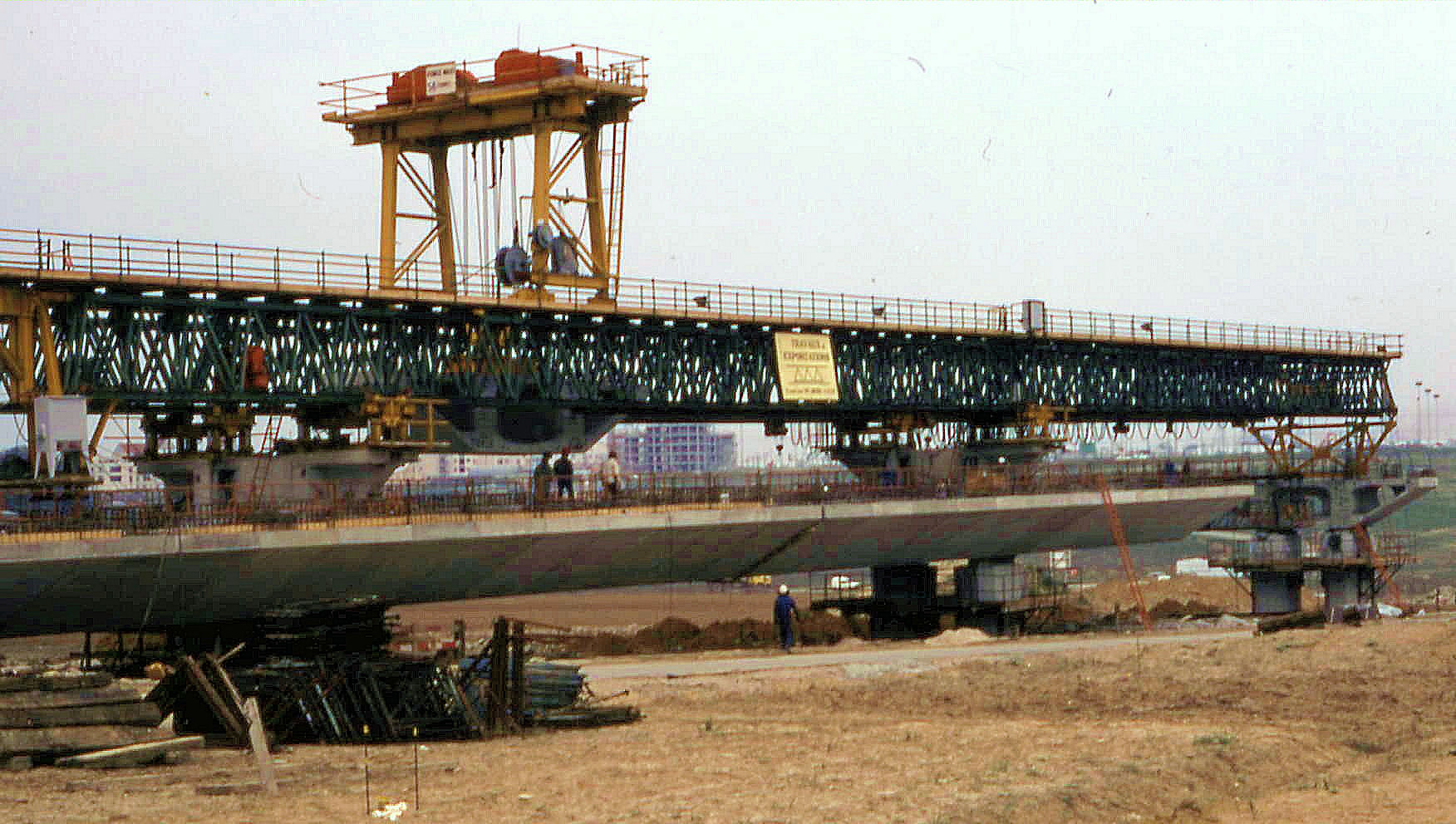
建设中的法兰西岛大区快铁A线托尔西段高架桥（20世纪70年代）

在1914年的第一次马恩河战役期间，托尔西被亚历山大·冯·克鲁克指挥的一支普鲁士军队控制。此后，自第一次世界大战起至20世纪30年代，超过10万名来自中国及东南亚的劳工来到法国参与当地的建设，其中3,000名劳工被安置于托尔西，这一区域逐渐形成“亚洲社团”，与托尔西相邻的洛涅则因众多的亚裔人口而被称为“龙城”（ville du dragon）。第二次世界大战期间，纳粹德军占领了托尔西，韦尔-托尔西站被德军控制，横跨马恩河的桥梁在1940年被临时拆除。1944年3月至7月，联军在解放行动中对这一区域进行了至少六次大轰炸，其车站及马恩河畔韦尔均遭到了毁灭性的破坏。
20世纪50年代末，随着巴黎地区人口数量的快速增加，法国政府决定在巴黎周边建设城市新区，托尔西被划入马恩拉瓦莱。自20世纪60年代末起，托尔西快速实现城市化，原托尔西老城的南部区域被开辟为居民区，出现了多处住宅公寓，并兴建了大型商业购物中心，其人口数量从1968年的0.3万增加到1982年的1.2万。在交通方面，1977年，原巴黎区域地铁A线被更名为法兰西岛大区快铁A线，并计划由巴黎市区直通托尔西，这项工程于1980年完工，新建的托尔西火车站成为了该线路一期工程的东端终点，其附近亦兴建了公共汽车站及大型停车场。1992年4月，快铁A线从托尔西向东延伸至巴黎迪士尼乐园附近的马恩拉瓦莱-谢西站，其客运量大幅增加，为缓解压力，该线路自1997年起启用双层列车。
在行政区划方面，托尔西自1993年起由莫城区划入新成立的努瓦谢勒区，1994年，该区政府驻地由努瓦谢勒迁至托尔西境内，其下属的区随之更名，托尔西由此成为了塞纳-马恩省的一个副省会。2006年7月11日，托尔西副省会办公中心正式投入使用，时任法国总统尼古拉·萨科齐参加了建成典礼。

## 地理

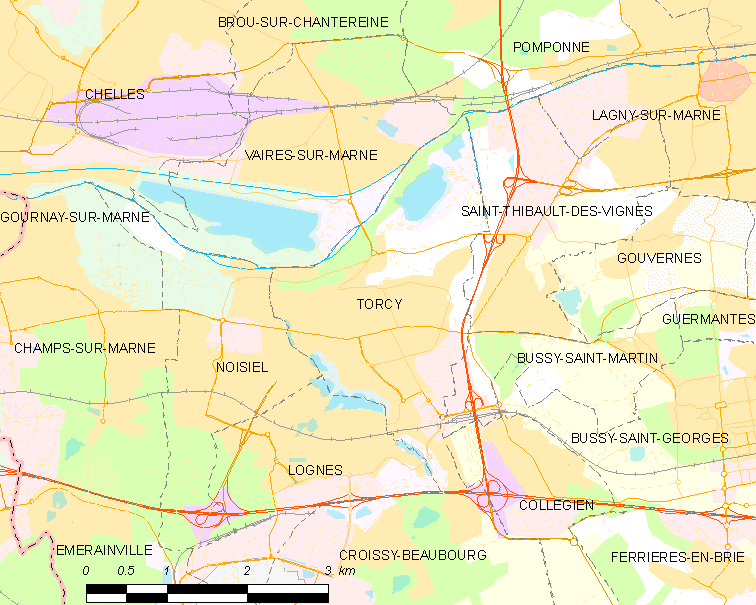
托尔西市镇范围地图

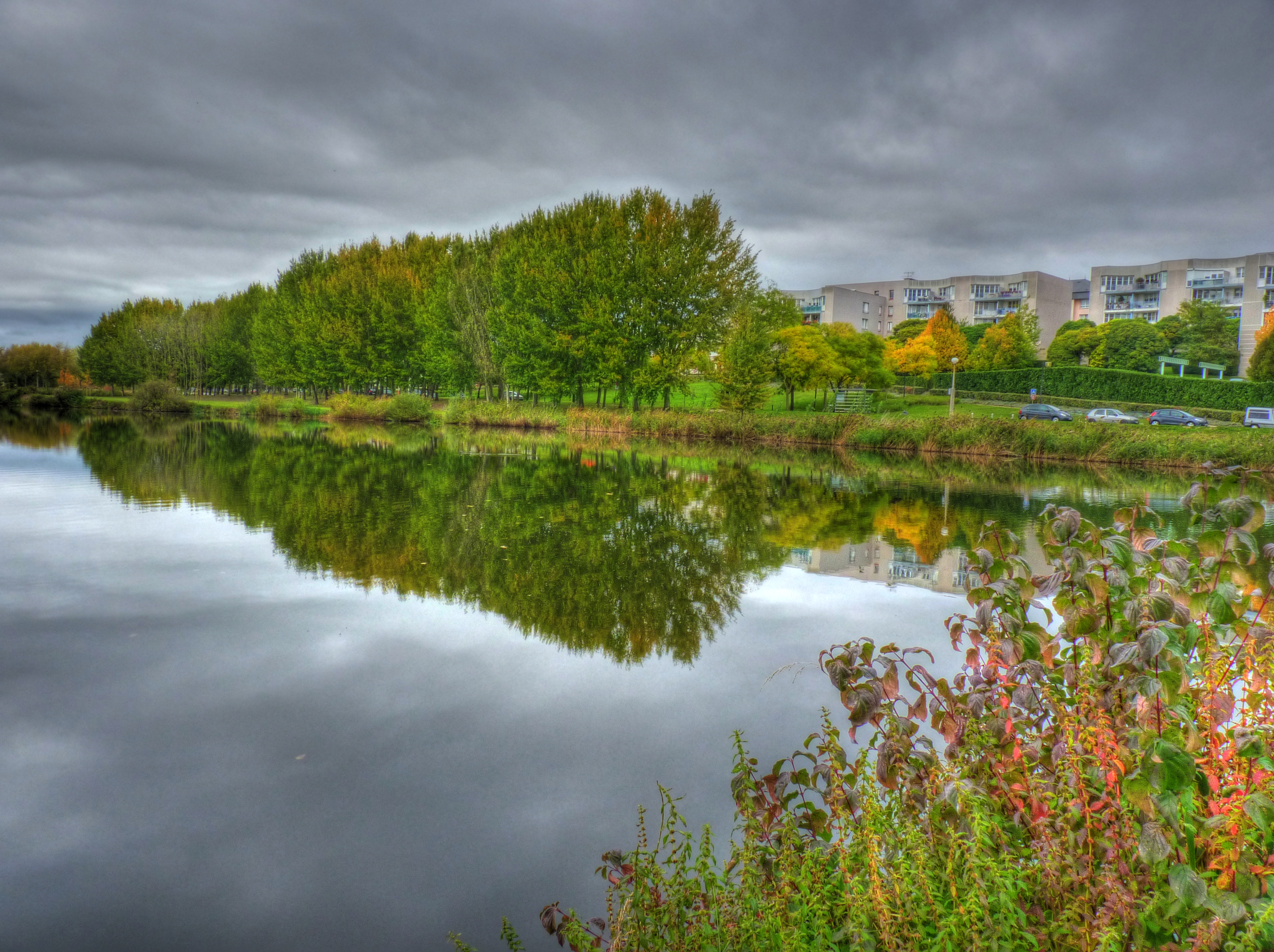
莫比埃湖

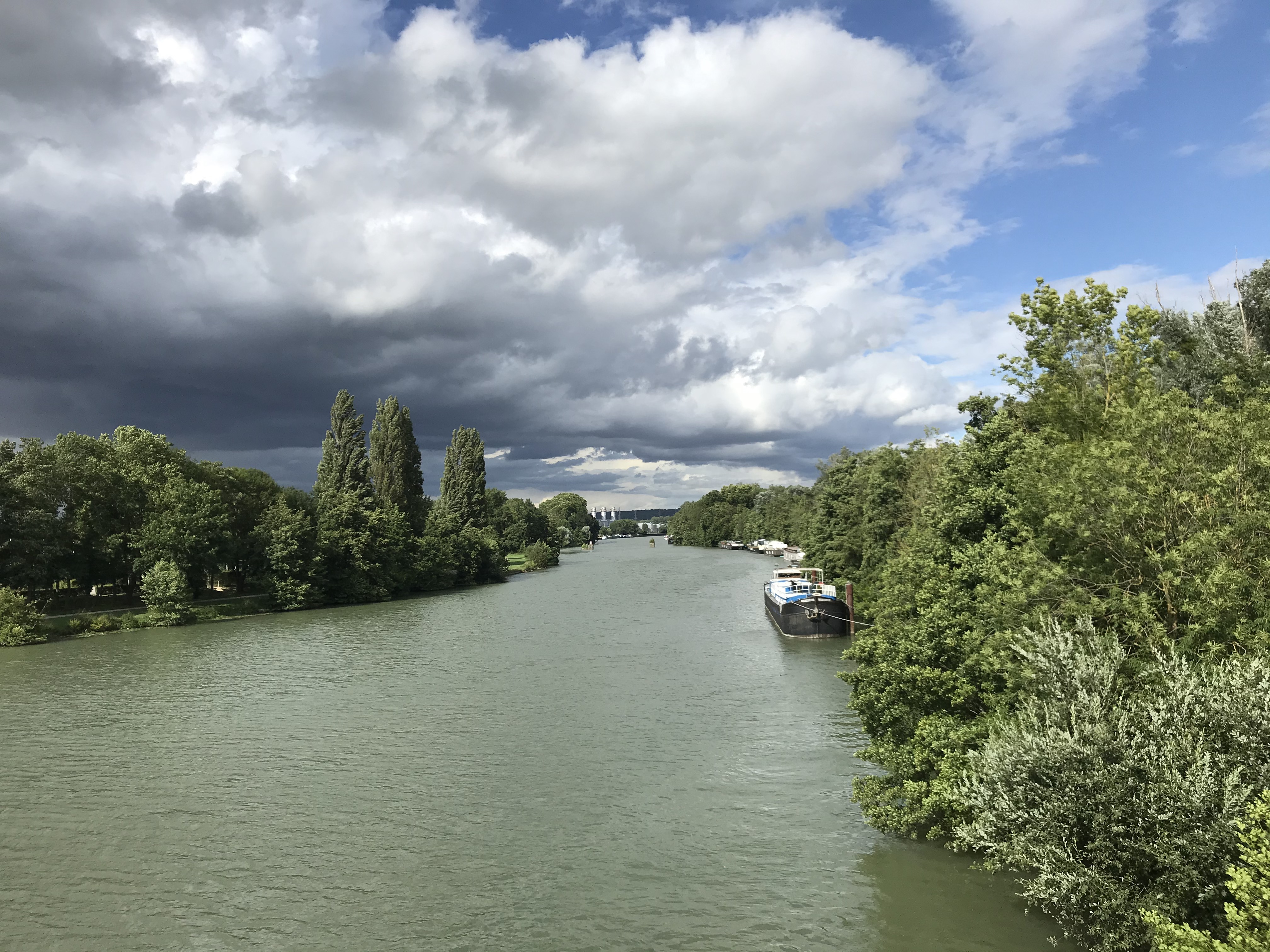
马恩河托尔西段

托尔西位于法国中北部，法兰西岛大区中东部和塞纳-马恩省西北部，距离省会默伦大约40公里。与托尔西接壤的市镇包括：马恩河畔韦尔、比西圣马丁、洛涅、努瓦谢勒、蓬波讷、圣蒂博德维涅和科莱然。

### 地形
托尔西位于马恩河左岸的一处浅丘地带，地势总体自北向南抬升，其中马恩河畔的拉尼公路至托尔西市政公墓之间约300米的距离内有约15%的明显坡度，副省政府至托尔西火车站南广场间的切面亦有约8%的坡度，其余区域的地势则总体较为平坦。托尔西全境最高点海拔106米，位于托尔西火车站东北侧的一处小土丘顶端；最低点海拔37米，位于托尔西与努瓦谢勒的交界点的马恩河河面。

### 地质
托尔西市区整体处于巴黎盆地腹地的一处沉积平原之上，受河流侵蚀作用影响，托尔西靠近水域的岩相地质年代普遍晚于周边地区。以马恩河大桥河面和托尔西市政厅为两端，其直线切面上的地表岩层分别为现代河流沉积物（Alluvions actuelles ou subactuelles，标记为“Fz”）、早期河流沉积物（Alluvions anciennes，标记为“Fy”）、被含古贝类生物淤泥层覆盖的古巴尔顿期尚皮尼石灰岩（Calcaire de Champigny, Marnes à Pholadomyes，标记为“e7aC”），古吕迪安期形成的庞坦白色淤泥（Marnes blanches de Pantin，标记为“e7b”）、新萨努瓦西安期形成的绿色淤泥和昔兰尼黏土（Marnes vertes, glaises à Cyrènes，标记为“g1a”）、鲁培尔期形成的布里混合岩层（Formation de Brie，包括淤泥、磨拉石及石灰岩，标记为“g1b”）以及高地软泥（标记为“LP”）。此外，自20世纪中后期以来，经过多年的土地建设，托尔西历史街区及南部居民区的地表大部分都被人工建筑占据。

### 水文
托尔西位于塞纳河流域，其右岸一级支流马恩河干流自东向西流经托尔西市区北部，其河流左岸有历史洪水遗留形成的湖泊，经人工改造已成为一处休闲绿地公园。莫比埃溪（ruisseau de Maubuée）是一条天然的溪流，原自东南向西北流经托尔西市镇范围西南部，在20世纪70年代的城市建设中，该溪流被人工改造，形成了莫比埃湖（Étang de Maubuée）、博勒加尔湖（Étang de Beauregard）和水闸湖（Étang de l'Écluse）三个大型湖泊，其间通过地形人工水道进行连接。

### 植被
托尔西属于温带阔叶混交林区，市区内的主要绿地公园包括莱沙尔梅特公园（Parc des Charmettes）、儿童权益公园（Parc des Droits de l'Enfant）等，均常年免费向公众开放。林地则广泛分布于河流及水域附近，其中马恩河南岸的林地开辟有休闲体育中心。
2018年，托尔西市镇范围内的林地面积为61公顷、耕地面积为69公顷，分别占市镇总面积的9.9%和11.2%。
在鲜花城市的评比中，托尔西被评为2星级鲜花城市。

### 气候
托尔西在柯本气候分类法中属于温带海洋性气候，全年降水分布均匀，年温差较小。但自21世纪以来，随着全球气候变暖等因素的影响，当地年均气温有明显的上升趋势，夏季超过35摄氏度的高温日数有所增加。2012年4月30日凌晨1点至2点间，托尔西曾出现了一小时内气温上升13摄氏度的罕见气象记录。
托尔西市区北部建有一处常年气象站，该气象站的最高气温记录为39.7摄氏度，出现于2003年8月11日；最低气温记录为-12.6摄氏度，出现于2009年1月7日。以下为该气象站的详细数据（其中日照数据取自30公里外的勒布尔歇气象站）：
| 托尔西1981年－2019年 | 托尔西1981年－2019年 | 托尔西1981年－2019年 | 托尔西1981年－2019年 | 托尔西1981年－2019年 | 托尔西1981年－2019年 | 托尔西1981年－2019年 | 托尔西1981年－2019年 | 托尔西1981年－2019年 | 托尔西1981年－2019年 | 托尔西1981年－2019年 | 托尔西1981年－2019年 | 托尔西1981年－2019年 | 托尔西1981年－2019年 |
| 月份                 | 1月                  | 2月                  | 3月                  | 4月                  | 5月                  | 6月                  | 7月                  | 8月                  | 9月                  | 10月                 | 11月                 | 12月                 | 全年                 |
| -------------------- | -------------------- | -------------------- | -------------------- | -------------------- | -------------------- | -------------------- | -------------------- | -------------------- | -------------------- | -------------------- | -------------------- | -------------------- | -------------------- |
| 历史最高温 °C（°F）  | 17.3 (63.1)          | 19.1 (66.4)          | 23.8 (74.8)          | 28.8 (83.8)          | 31.6 (88.9)          | 36.6 (97.9)          | 38.5 (101.3)         | 39.7 (103.5)         | 32.8 (91.0)          | 28.7 (83.7)          | 21.9 (71.4)          | 17.8 (64.0)          | 39.7 (103.5)         |
| 平均高温 °C（°F）    | 7.2 (45.0)           | 8.9 (48.0)           | 12.4 (54.3)          | 15.8 (60.4)          | 19.6 (67.3)          | 23.1 (73.6)          | 25.3 (77.5)          | 25.2 (77.4)          | 21 (70)              | 16.6 (61.9)          | 10.7 (51.3)          | 7.2 (45.0)           | 16.1 (61.0)          |
| 日均气温 °C（°F）    | 4.5 (40.1)           | 5.6 (42.1)           | 8.2 (46.8)           | 10.9 (51.6)          | 14.7 (58.5)          | 17.8 (64.0)          | 19.9 (67.8)          | 19.7 (67.5)          | 16 (61)              | 12.6 (54.7)          | 7.8 (46.0)           | 4.8 (40.6)           | 11.9 (53.4)          |
| 平均低温 °C（°F）    | 1.9 (35.4)           | 2.3 (36.1)           | 4 (39)               | 6 (43)               | 9.7 (49.5)           | 12.5 (54.5)          | 14.5 (58.1)          | 14.1 (57.4)          | 11 (52)              | 8.5 (47.3)           | 4.8 (40.6)           | 2.4 (36.3)           | 7.6 (45.7)           |
| 历史最低温 °C（°F）  | −12.6 (9.3)          | −11.4 (11.5)         | −8.6 (16.5)          | −2.3 (27.9)          | 0.4 (32.7)           | 2.8 (37.0)           | 6.6 (43.9)           | 5.8 (42.4)           | 2 (36)               | −3.4 (25.9)          | −9.7 (14.5)          | −9.6 (14.7)          | −12.6 (9.3)          |
| 平均降水量 mm（）    | 57.6 (2.27)          | 55.6 (2.19)          | 54.5 (2.15)          | 56 (2.2)             | 63.7 (2.51)          | 48.7 (1.92)          | 61.3 (2.41)          | 72.1 (2.84)          | 54.7 (2.15)          | 63.7 (2.51)          | 61.5 (2.42)          | 71.8 (2.83)          | 721.2 (28.39)        |
| 月均日照時數         | 62                   | 75.1                 | 125                  | 165.8                | 193.3                | 206.9                | 215.7                | 206.2                | 160.2                | 111.2                | 65.1                 | 50.8                 | 1,637.3              |
| 来源：infoclimat.fr  |                      |                      |                      |                      |                      |                      |                      |                      |                      |                      |                      |                      |                      |

## 行政区划
托尔西是法国法兰西岛大区塞纳-马恩省的一个市镇，编号为77468，它也是塞纳-马恩省的一个副省会。托尔西下辖托尔西区，隶属于塞纳-马恩省第八选区，管理托尔西县，同时也是巴黎-马恩拉瓦莱城市圈公共社区的办公驻地。在马恩拉瓦莱的总体规划中，托尔西被划入莫比埃谷（新城第二街区）。
自2014年起，托尔西市政府将其市镇划为四个街区，其市长及议员定期走访每个街区，与当地居民代表就市政建设及民生问题进行交流。
法国国家统计与经济研究所（简称）在进行数据统计时，将托尔西及相邻的另外428个市镇设为巴黎城市核心区（2020年扩充至共431个），并将包括核心区在内的周边共1,794个市镇划为巴黎城市区。自2020年起，巴黎城市区被包含1,949个市镇的巴黎城市辐射区代替。此外，还将托尔西市镇分为了11个“块区”（IRIS），以便于统计人口分布情况。
| 托尔西块区地图 | 托尔西块区地图      | 托尔西块区地图          | 托尔西块区地图    | 托尔西块区地图 | 托尔西块区地图 | 托尔西块区地图 |
| --- | ------------------- | ----------------------- | ----------------- | -------------- | -------------- | -------------- |
| 特别区 盖东廊楼 旧托尔西 城墙 村围 让·泽- · 孟戴斯·法郎士 开发区 旧中心 瞭望台 博勒加尔- · 莱格拉丹 赖米-雨果- · 博德莱尔 |                     |                         |                   |                |                |                |
| 块区 | 人口数量 （2012年） | 移民人口比例 （2012年） | 失业率 （2012年） |                |                |                |
| Arche Guédon 盖东廊楼 | 3730                | 22%                     | 15.9%             |                |                |                |
| Beauregard-Les Gradins 博勒加尔-莱格拉丹                                                                                  | 2157                | 24.2%                   | 18.7%             |                |                |                |
| Belvédère 瞭望台 | 3162                | 38%                     | 14.7%             |                |                |                |
| Centre Ancien 旧中心 | 2792                | 17%                     | 11.9%             |                |                |                |
| Jean Zay-Mendès France 让·泽-孟戴斯·法郎士                                                                                | 1972                | 23.1%                   | 11.8%             |                |                |                |
| Le Clos 村围 | 1512                | 7.8%                    | 6.7%              |                |                |                |
| Le Mail 城墙 | 2573                | 33.7%                   | 16.9%             |                |                |                |
| Raimu-Hugo-Beaudelaire 赖米-雨果-博德莱尔                                                                                 | 2284                | 25.4%                   | 13.8%             |                |                |                |
| Vieux Torcy 旧托尔西 | 3271                | 15.1%                   | 8.6%              |                |                |                |
| Zone Activité 开发区 | 7                   | 28.6%                   | 0                 |                |                |                |
| Zone Specifique 特别区 | 11                  | 0                       | 0                 |                |                |                |
| 合计 | 23471               | 23.6%                   | 13.4%             |                |                |                |
| *注：中文名称非官方正式翻译，仅供参考                                                                                     |                     |                         |                   |                |                |                |

## 交通

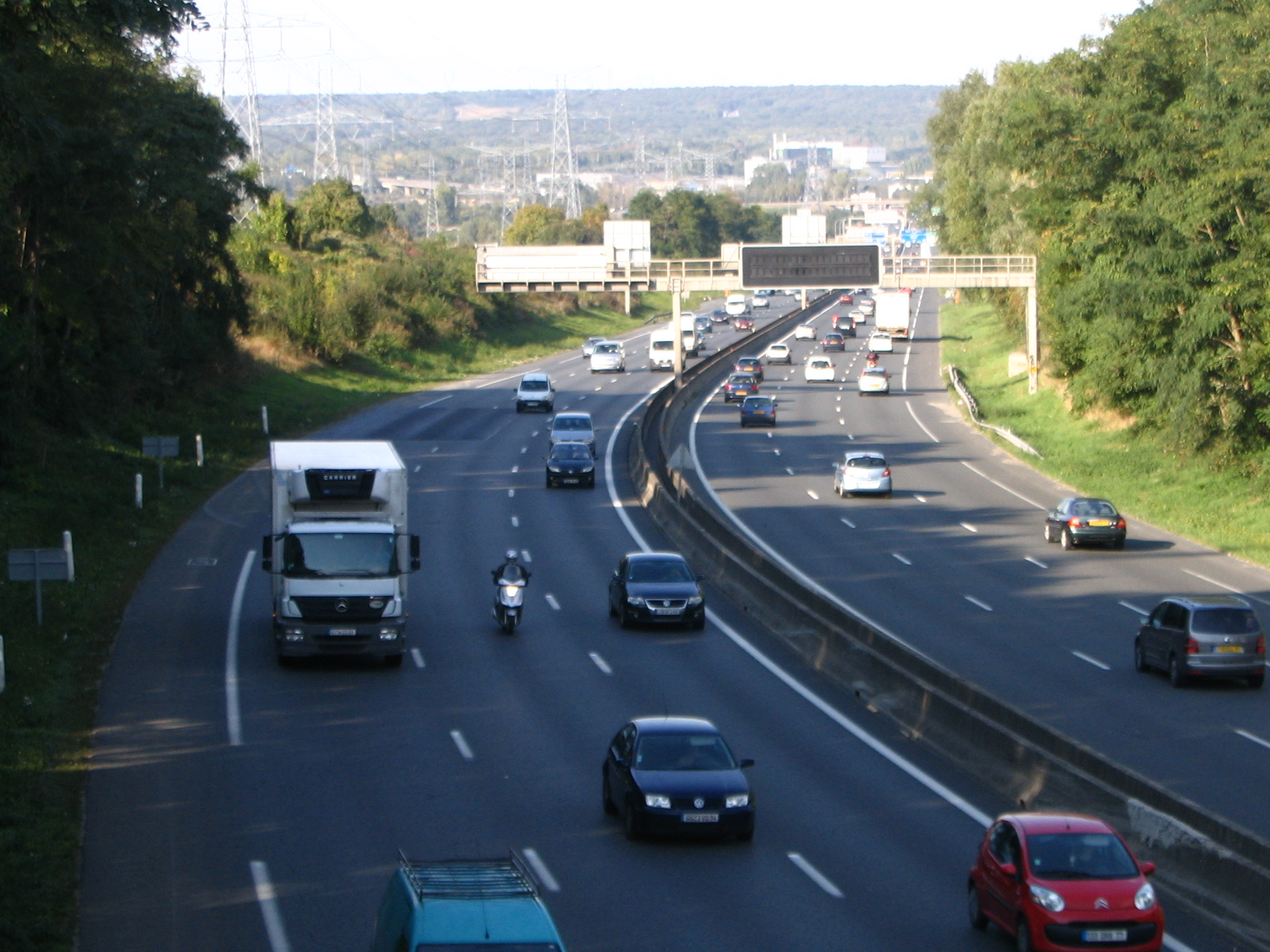
A104高速公路托尔西段

### 公路
A4高速公路和A104高速公路在托尔西市镇范围的东南角实现贯通，纵贯马恩拉瓦莱新城的北部第一大道的东端终点位于托尔西市区，该道路预留有接口，可向东继续延伸。除快速通道外，托尔西境内的道路大部分已完成城市化改造，配有照明、排水、人行道等设施。
2018年，69.1%的托尔西家庭拥有至少一辆私人汽车。2019年，托尔西境内共发生各类交通事故18起，造成1人遇难，20人受伤。此外，根据《托尔西城市规划纲要》（PLU de Torcy），为解决当地的机动车停放问题，自2019年起，当地新建或改造后的居民建筑需满足“一户一车位”（当建筑距离托尔西站超过500米时）或“一户0.5车位”（当建筑距离托尔西站不足500米时）的基本要求。

### 对外交通
距离托尔西最近的长途汽车站、长途铁路客运车站和民用航空站分别为马恩拉瓦莱汽车站、马恩拉瓦莱-谢西站和巴黎戴高乐机场，其距离托尔西市政厅的公路里程分别为13.4公里、13.4公里和28公里。

### 城市公共交通
托尔西是法兰西岛公共交通网的组成部分，法兰西岛大区快铁A线经过托尔西，由此前往巴黎-里昂火车站大约需要27分钟，前往沙特雷-大堂站则需要半小时；另有13条普通公交线路和2条夜间巴士经过其市镇范围内。
| 途经托尔西境内的主要公共交通线路 |                        | |
| 类型                             | 运营商                 | 线路 |
| 快铁                             | RATP                   | ：塞尔吉高地站 / 普瓦西站 / 圣日耳曼昂莱站 ↔ 楠泰尔省府站 ↔ 拉德芳斯站 ↔ 沙特雷-大堂站 ↔ 里昂车站 ↔ 丰特奈谷站 ↔ 托尔西站 ↔ 马恩拉瓦莱-谢西站 |
| 公共汽车                         | RATP                   | 211：谢勒地天商业中心 ↔ 韦尔-托尔西火车站 ↔ 狼沟 ↔ 四路口 ↔ 快铁努瓦谢勒站 ↔ 快铁洛涅站 ↔ 快铁托尔西站 220：快铁马恩河畔布里站 ↔ 快铁大努瓦西站 ↔ 快铁努瓦谢勒站 ↔ 托尔西市政厅 ↔ 贾克·普维 ↔ 快铁托尔西站 321：快铁洛涅站 ↔ 克鲁瓦西-博堡工业区 ↔ 副省政府 ↔ 快铁托尔西站 421：韦尔-托尔西火车站 ↔ 托尔西市政府 ↔ 贾克·普维 ↔ 快铁托尔西站 ↔ 克鲁瓦西湖 ↔ 快铁埃姆兰维尔-蓬托-孔博站 |
| 公共汽车                         | Seine-et-Marne EXPRESS | 18：莫城火车站 ↔ 快铁托尔西站 ↔ 洛涅飞行场 ↔ 快铁埃姆兰维尔-蓬托-孔博站 ↔ 略桑-穆瓦西 ↔ 默伦火车站 19：快铁托尔西站 ↔ 韦尔-托尔西火车站 ↔ 快铁谢勒-古尔奈站 ↔ 巴黎戴高乐机场一号航站楼 |
| 公共汽车                         | LYS                    | 100：快铁托尔西站 ↔ 四路口 ↔ 笛卡尔园区 ↔ 克雷泰伊省府站 |
| 公共汽车                         | Marne la Vallée        | 13：快铁托尔西站 ↔ 园丁 ↔ 快铁奥祖瓦尔-拉费里耶尔站 21：快铁托尔西站 ↔ 比西圣马丁市政府 ↔ 黑头 ↔ 拉尼-托里尼火车站 25：快铁托尔西站 ↔ 圣蒂博文化中心 ↔ 拉尼-托里尼火车站 29：快铁托尔西站 ↔ 贾克·普维 ↔ 雅卡尔 ↔ 拉尼-托里尼火车站 46：快铁托尔西站 ↔ 科莱然邮局 ↔ 快铁比西圣乔治站 ↔ 七星诗社 ↔ 快铁欧洲谷站                                                                         |
| 公共汽车                         | Stigo                  | 18：快铁托尔西站 ↔ 快铁格雷茨-阿曼维利耶站 ↔ 快铁图尔南站 |
| 公共汽车                         | (N)                    | N34：巴黎-里昂火车站 ↔ 蒙特勒伊市政厅 ↔ 丰特奈谷站 ↔ 讷伊普莱桑斯站 ↔ 快铁大努瓦西站 ↔ 马恩河畔尚市政厅 ↔ 托尔西市政厅 ↔ 贾克·普维 ↔ 快铁托尔西站 N130：巴黎-里昂火车站 ↔ 布里三岔口 ↔ 马恩河畔维利耶-勒普莱西-特雷维斯站 ↔ 大努瓦西-东山站 ↔ 努瓦西-尚站 ↔ 努瓦谢勒站 ↔ 快铁托尔西站 ↔ 比西圣乔治 ↔ 马恩拉瓦莱-谢西站                                                                |
| 1.                               |                        | |

## 政治

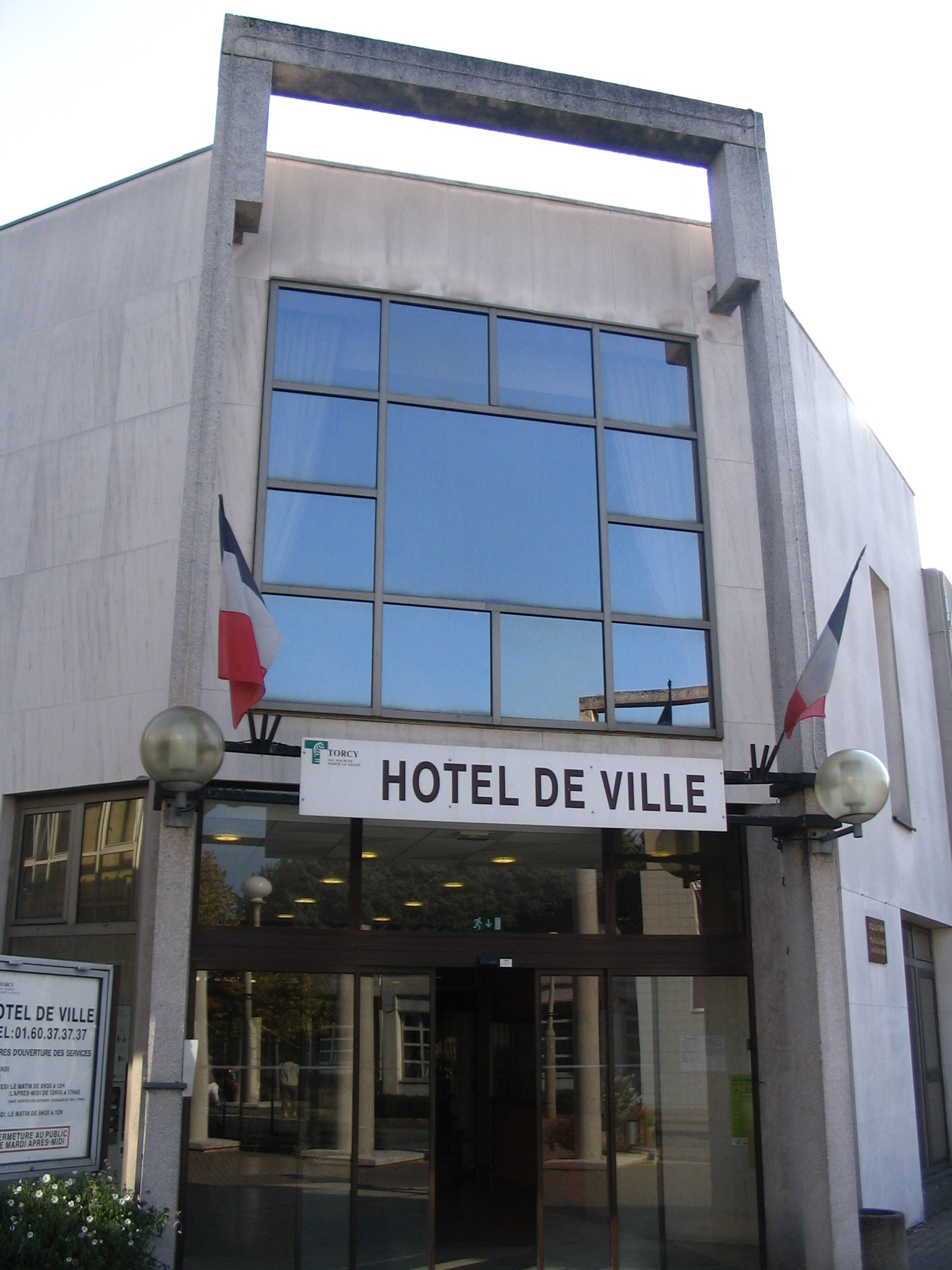
托尔西市政厅

### 市政内阁
托尔西的现任市长为纪尧姆·勒莱-费尔齐纳先生（Guillaume Le Lay-Felzine），他是社会党的一名成员，在2020年的市政选举中获得了81.9%的支持率。
| 2020年托尔西市政内阁组成                                        |                                               |                   |          |          |      |          |  |  |
| 代表                                                            | 代表                                          | 党派              | 首轮选举 | 首轮选举 | 席位 | 席位     |  |  |
| 代表                                                            | 代表                                          | 党派              | 票数     | %        | 市镇 | 公共社区 |  |  |
|                                                                 | 纪尧姆·勒莱-费尔齐纳 Guillaume Le Lay-Felzine | UG左翼联盟        | 3,127    | 81.9     | 33   | 7        |  |  |
| 托尔西新的任务（Un nouvel engagement pour Torcy）               |                                               |                   | 3,127    | 81.9     | 33   | 7        |  |  |
|                                                                 | 达妮埃尔·克莱因 Danielle Klein                | DVG左翼无党派人士 | 355      | 9.29     | 1    | 0        |  |  |
| 托尔西共同结果-绝对左翼（Torcy cause commune - 100% de gauche） |                                               |                   | 355      | 9.29     | 1    | 0        |  |  |
|                                                                 | 布里斯·马塞 Brice Masseix                     | DVC混杂中间派     | 336      | 8.8      | 1    | 0        |  |  |
| 托尔西新翼（Un nouvel élan pour Torcy）                         |                                               |                   | 336      | 8.8      | 1    | 0        |  |  |
|                                                                 |                                               |                   |          |          |      |          |  |  |
| 有效票                                                          | 有效票                                        | 有效票            | 3,818    | 96.95    |      |          |  |  |
| 空白票                                                          | 空白票                                        | 空白票            | 43       | 1.09     |      |          |  |  |
| 无效票                                                          | 无效票                                        | 无效票            | 77       | 1.96     |      |          |  |  |
| 投票合计                                                        | 投票合计                                      | 投票合计          | 3,938    | 100      | 35   | 7        |  |  |
| 弃权票                                                          | 弃权票                                        | 弃权票            | 8,470    | 68.26    |      |          |  |  |
| 注册 / 参与率                                                   | 注册 / 参与率                                 | 注册 / 参与率     | 12,408   | 31.74    |      |          |  |  |

### 市长列表

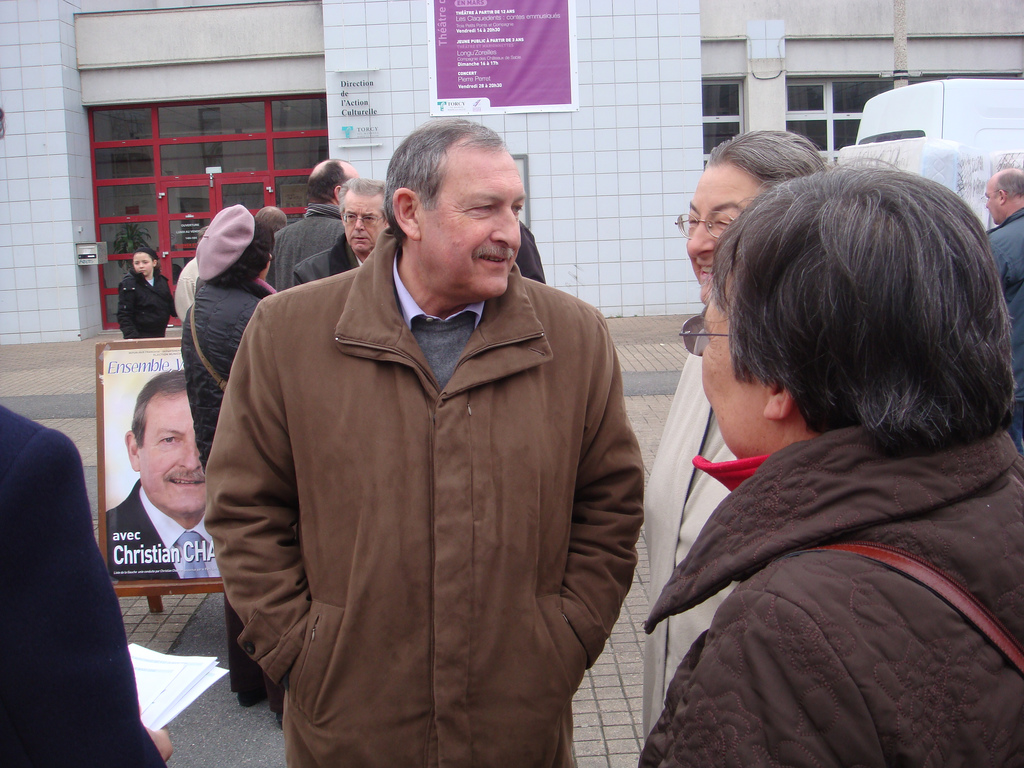
克里斯蒂安·沙普龙

| 托尔西历届市长 |                                               |                 |
| 任期           | 市长                                          | 党派            |
| 1944年－1977年 | Guy Chavanne 居伊·沙瓦纳                      | UNR新共和国联盟 |
| 1977年－1989年 | Lucien Mayadoux 吕西安·马亚杜                 | PS社会党        |
| 1989年－1995年 | Gérard Jeffray 热拉尔·热弗赖                  | UDF法国民主联盟 |
| 1995年－2012年 | Christian Chapron 克里斯蒂安·沙普龙           | PCF法国共产党   |
| 2012年－       | Guillaume Le Lay-Felzine 纪尧姆·勒莱-费尔齐纳 | PS社会党        |

### 各级选举
在2019年欧洲议会选举中，由共和国前进！支持的复兴党（Renaissance）在托尔西获得20.39%的支持率。
在2017年的法国总统大选中，法国第25任总统埃马纽埃尔·马克龙在托尔西获得了79.2%的支持率。
在2021年法国省级选举的第二轮投票中，巴科什·马赫迪（Bekkouche Mehdi）和亨丽埃特·林黛（Henriette Lindaye）在托尔西县获得了56.2%的支持率。
在2021年法国大区选举中，法兰西岛大区议员朱利安·巴尤在托尔西获得41.98%的支持率。

## 人口
2018年，托尔西市镇人口数量为22,361，在法国排名第400位。其中男性10,902人，女性11,459人，75岁及以上人口占3.4%，外籍人口数量为5,868人，人口密度为3,727人/平方公里，当地居民被称为（男性）或（女性）。2019年，托尔西境内出生350人，死亡人口89人。
| 年份   | 1936  | 1946  | 1954  | 1962  | 1968  | 1975  | 1982   | 1990   | 1999   | 2006   | 2011   | 2016   | 2018   |
| ------ | ----- | ----- | ----- | ----- | ----- | ----- | ------ | ------ | ------ | ------ | ------ | ------ | ------ |
| 人口數 | 1,883 | 1,857 | 2,212 | 3,221 | 3,401 | 4,800 | 12,279 | 18,681 | 21,595 | 22,299 | 22,866 | 23,215 | 22,361 |

## 经济

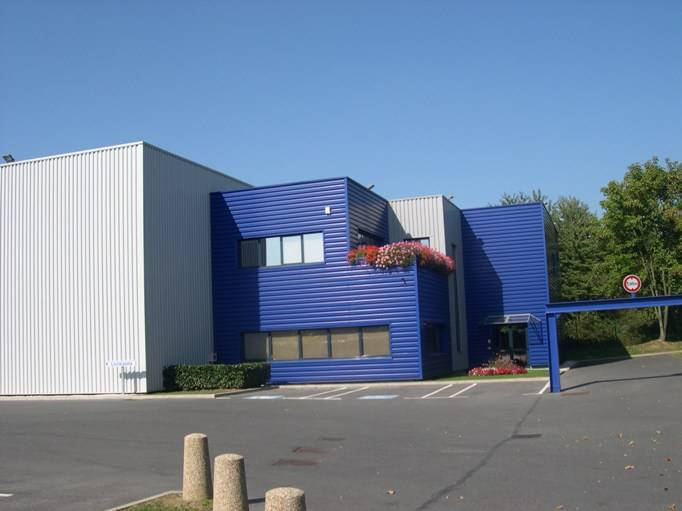
托尔西的一处企业园

托尔西是一个区域性的中心城市，马恩拉瓦莱新城的重要节点，当地的经济发展事务由多个部分协调负责，其中法国就业局在托尔西境内设有劳务办公室，为当地居民提供创业及就业帮助。

### 产业分布
在第一产业方面，托尔西历史上长期为一个农业村落，自20世纪70年代起，随着当地城市化建设的发展，托尔西农业用地大规模缩减，至2018年，托尔西境内的农业用地约25公顷，占总面积的4%；与农业相关的企业及从业人员的注册地均不在托尔西境内。
在第二产业方面，托尔西是一个区域性的工业中心，汽车配件、机械和家居组装是当地主要的工业部门。2018年，托尔西境内的工业及制造业企业93家，占总数的16.5%；相关从业人数为1,093人，占总就业人数的13.5%。Stihl是一家总部位于德国的农业机械生产商，其法国总部设于托尔西，其工厂面积达1.2万平方米，2019年共雇有员工192人，是当地规模最大的企业。
在第三产业方面，托尔西是塞纳-马恩省的一个副省会，与之配套的行政、教育、交通、医疗、通讯等部门在此均有岗位分布；此外托尔西境内设有多处商业购物中心，服务业是当地重要的经济支柱。2019年，萨塞勒境内的第三产业相关从业企业单位468家，占总数的83.5%；相关就业人数为6,989，占总就业人数的86.5%。
截止2021年12月，托尔西市镇范围内共有各类用人单位（包含自雇）2,815家，平均历史为11年，其中98.96%为中小型企业（PME）。（农具销售）、（工业设备销售）及（模具生产）是当地2020年营业额最高的三个企业，分别为320,243,803欧元、19,022,749欧元和17,401,466欧元。

### 财政与居民收入
2020年，托尔西的财政收入总额为31,651,200欧元，财政支出总额为31,660,400欧元，当年的债务总额为21,370,000欧元。2021年，托尔西共获得5,203,636欧元的国家财政补助，比上一年增加了0.04%。
2019年，托尔西的人均月收入总额为2,321欧元，其中高级职员为3,650欧元，低于法国平均水平（4,230欧元）；中级职员为2,417欧元，高于法国平均水平（2,411欧元）；普通职员为1,836欧元，高于法国平均水平（1,740欧元）。
2018年，托尔西境内的青壮年（15至64岁）失业率为12.6%，当地50%的家庭拥有纳税资格，平均纳税2,723欧元，低于法国平均水平（3,910欧元）。

## 社会事务

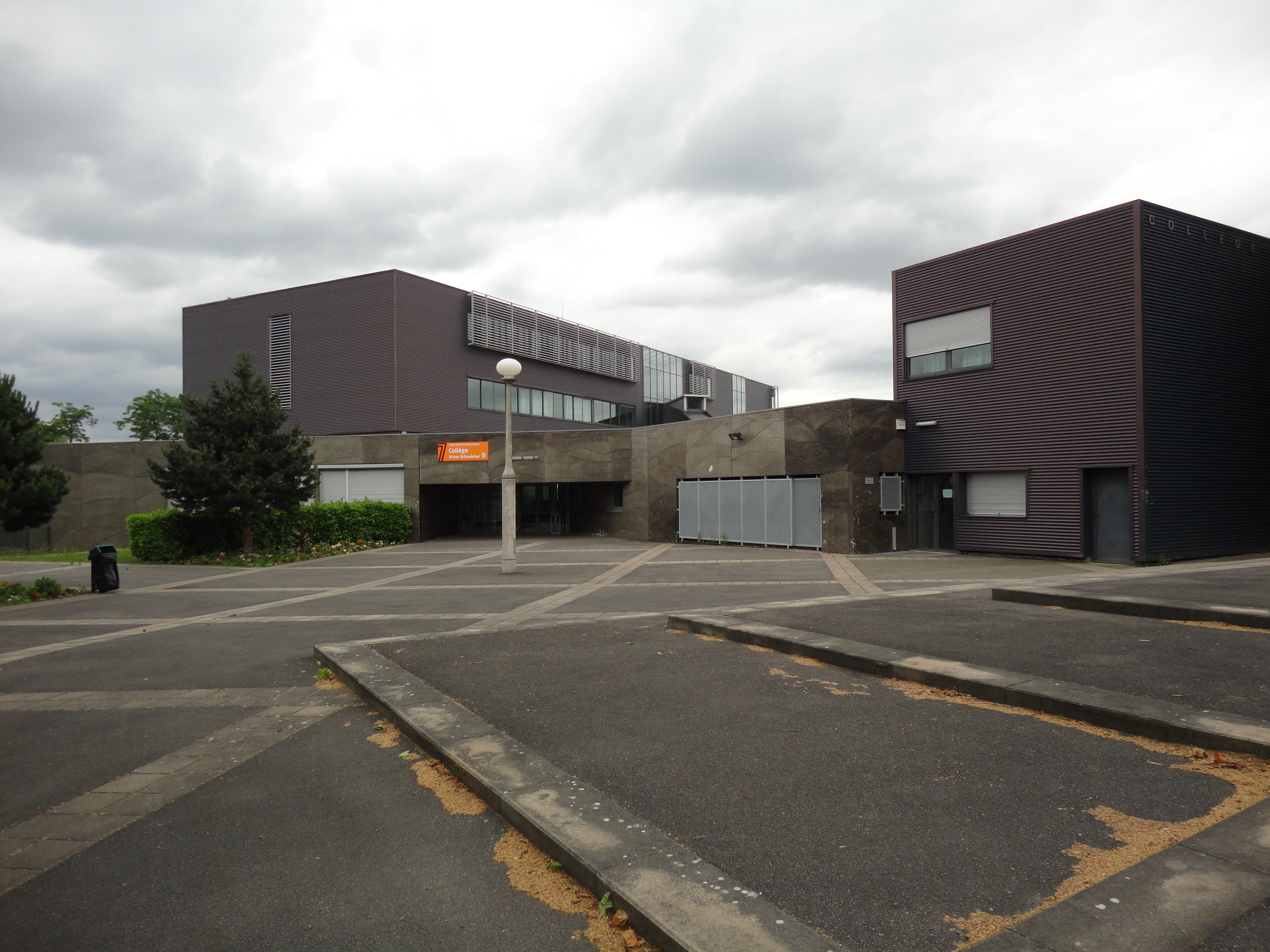
托尔西的一处初级中学

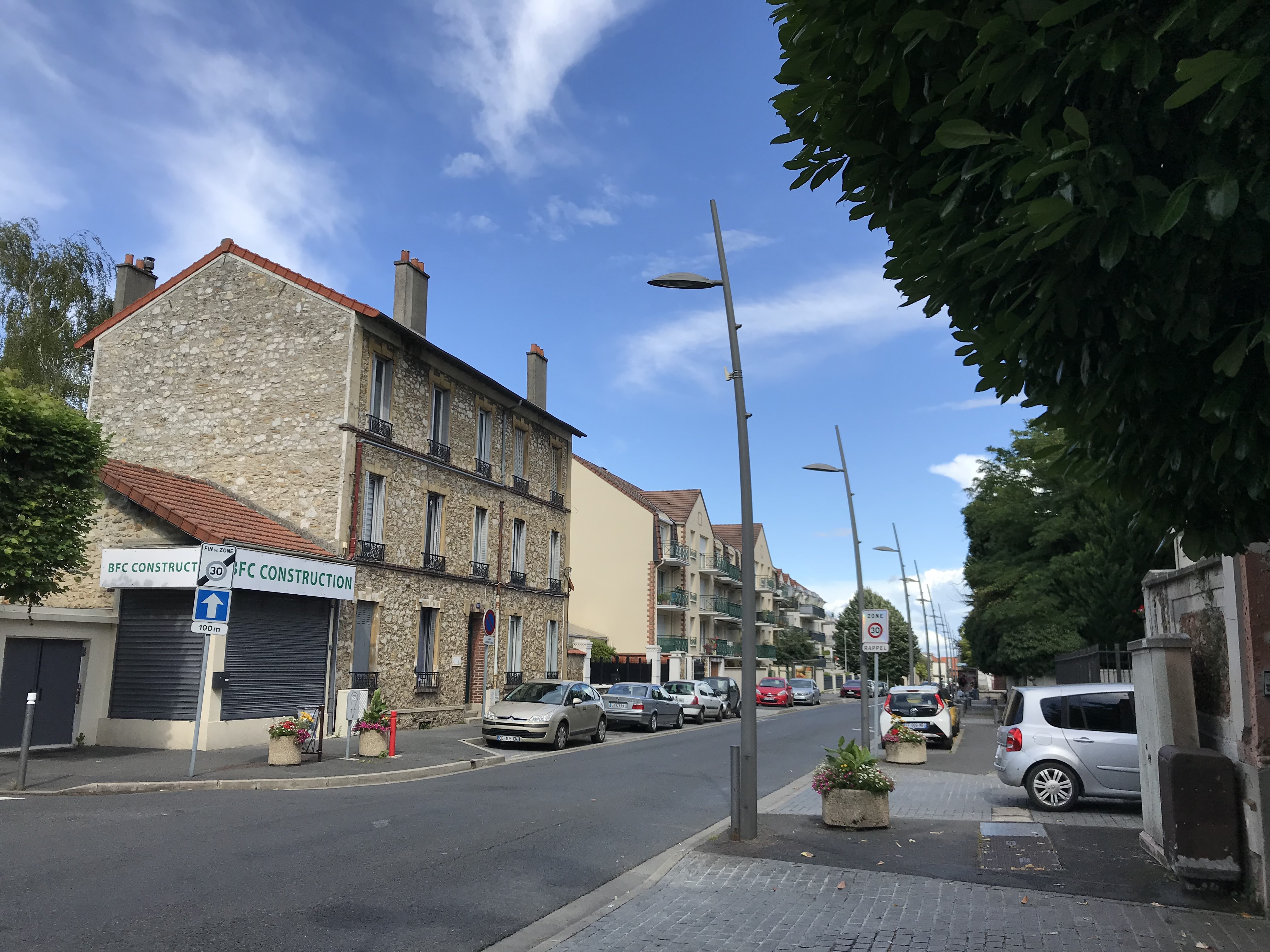
托尔西历史城区

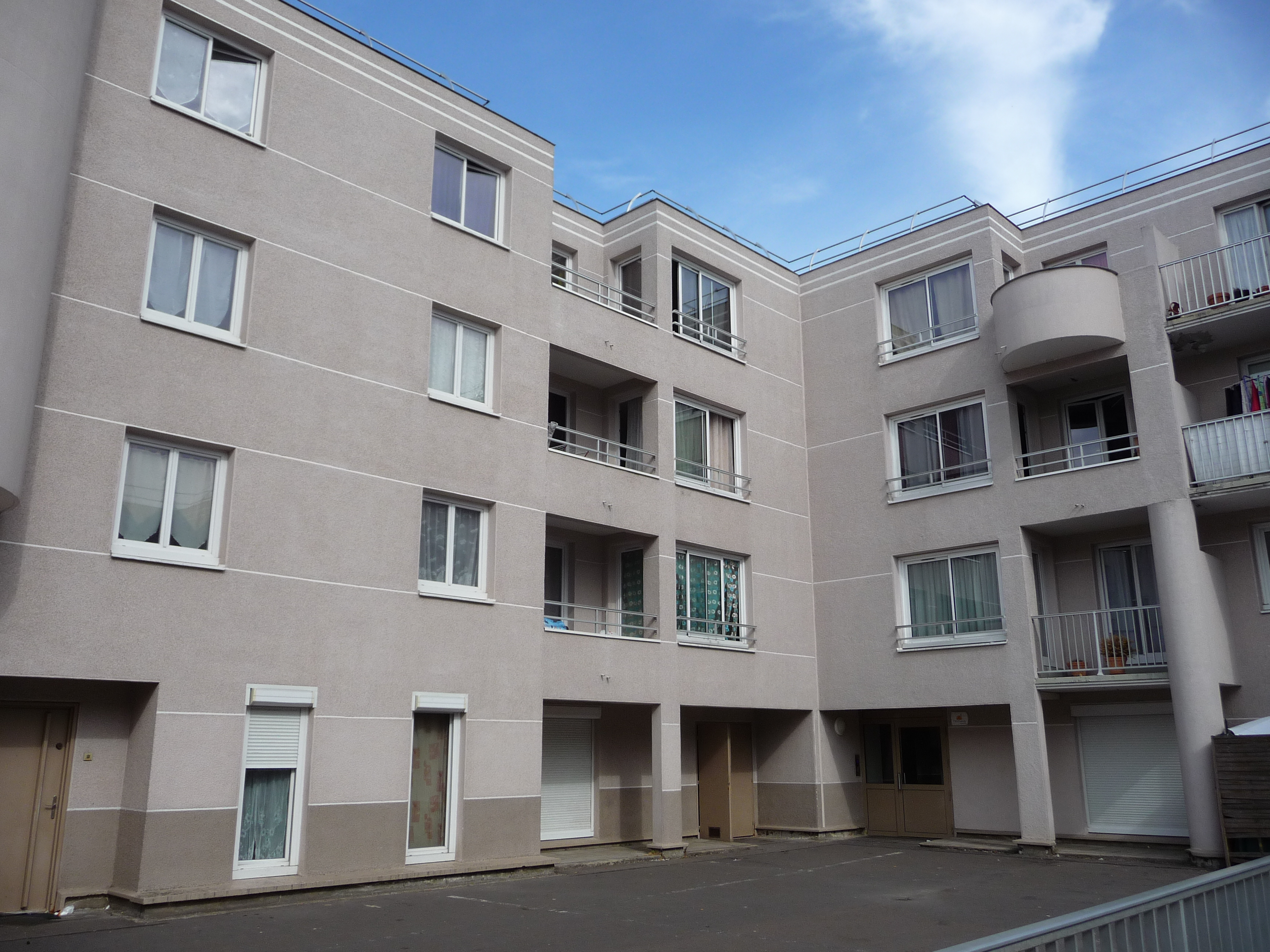
托尔西的一处居民建筑

### 教育
托尔西属于克雷泰伊学区。截止2020年1月1日，托尔西境内共有9所幼儿园、10所小学、3所初级中学和1所普通高中。让·穆兰高级中学建立于1985年，是托尔西境内唯一的高中。2018至2019学年度，托尔西境内共有在校中等教育阶段学生2,129名。
在高等教育方面，巴黎东部克雷泰伊大学在托尔西设有一处校区，其下属的国立高等教育学院以及健康学院的部分专业在此授课。

### 医疗
截止2020年1月1日，托尔西境内共有全科医生22名、保健师23名、牙医11名、护士10名、皮肤科医生3名、助产士2名、儿科医生2名和妇科医生1名；境内共有药房7家、养老院2家、残疾人帮扶中心1家。
托尔西是东法兰西岛大区大医院（Grand Hôpital de l'Est Francilien）的覆盖范围，后者是法国的一个区域性医疗机构，其下属的马恩拉瓦莱病区位于若西尼境内，距离托尔西市政厅的正常车程约15分钟，该院设有床位771个，是当地规模最大的公立综合性医院。托尔西市镇范围内则有一家医疗检测中心（Laboratoire d'analyses médicales）。

### 住房
2018年，托尔西境内共有各类住房9,591套，比上一年增加了13套；按照建筑类型分类，当地21.9%为独立式居民区，74%为集中式居民区；按照建筑大小分类，托尔西境内9.3%的房屋室内面积小于30平方米，11.6%的房屋为单间，4.5%的房屋超过120平方米，19.7%的房屋拥有5个以上的房间；按照建筑年限分类，托尔西境内2.1%的房屋建于1919年以前，58.2%的房屋建于1971至1990年间；按照使用情况分类，常年居住房屋占托尔西市镇范围内居民建筑总量的93.3%。
在住房保障政策方面，2020年，托尔西境内共有2,260户家庭获得了住房经济补助，受益人数占总人口数量的10.1%，其中2,171份为房租补助。
托尔西的房屋建设及管理事务由其所在的城市圈公共社区负责，后者在托尔西设有一处办事处，为当地民众提供住房租赁及改造等服务。截至2021年12月，托尔西市镇范围内共有两处城市优先发展街区（ZUP）：城墙（Le Mail）和盖东廊楼（L'Arche Guédon），两个街区内共有6,475名居民。

### 商业
2019年，托尔西境内共有各类实体商铺436家，其中餐厅67家、大型超市1家、杂货店16家、面包房7家、肉铺5家、书店1家、装饰品店1家、银行门店11家、美容美发店16家、汽车维修店31家。
“1号海湾”（Bay 1）是一个位于托尔西市区南部的商业中心，建有15家餐厅和数十家大型商场；“2号海湾”（Bay 2）则位于托尔西站东南侧的科莱然境内，设有包括家乐福和Intersport在内的110家各类商铺。

### 环境
托尔西的环境事务由其所属的城市圈公共社区负责。2019年，托尔西境内共有1家污染企业。与托尔西相邻的洛涅境内设有一处大气污染监测站，2015年，该站测得二氧化氮浓度平均值为26µg/m³、臭氧浓度平均值为47µg/m³、颗粒物平均值为19µg/m³。托尔西所处的塞纳-马恩省境内水体坤化物浓度为2.6µg/L、汞含量为0.01µg/L、硝酸盐含量为26.9mg/L、磷酸三正丁酯含量为0.04µg/L。

### 治安
托尔西所在地是努瓦谢勒宪兵总队的管辖范围。2020年，该宪兵总队辖区内共13个市镇累计发生各类案件6,456起，其中盗窃类案件3,450起，经济类案件872起，毒品交易类案件505起。

## 文化
2020年，托尔西境内共有1家剧场、1家电影院和1家音乐厅。托尔西市政府下属的盖东廊楼多媒体中心（Médiathèque de l'Arche-Guédon）在工作日每周二、三、五、六向公众开放。

### 城市形态

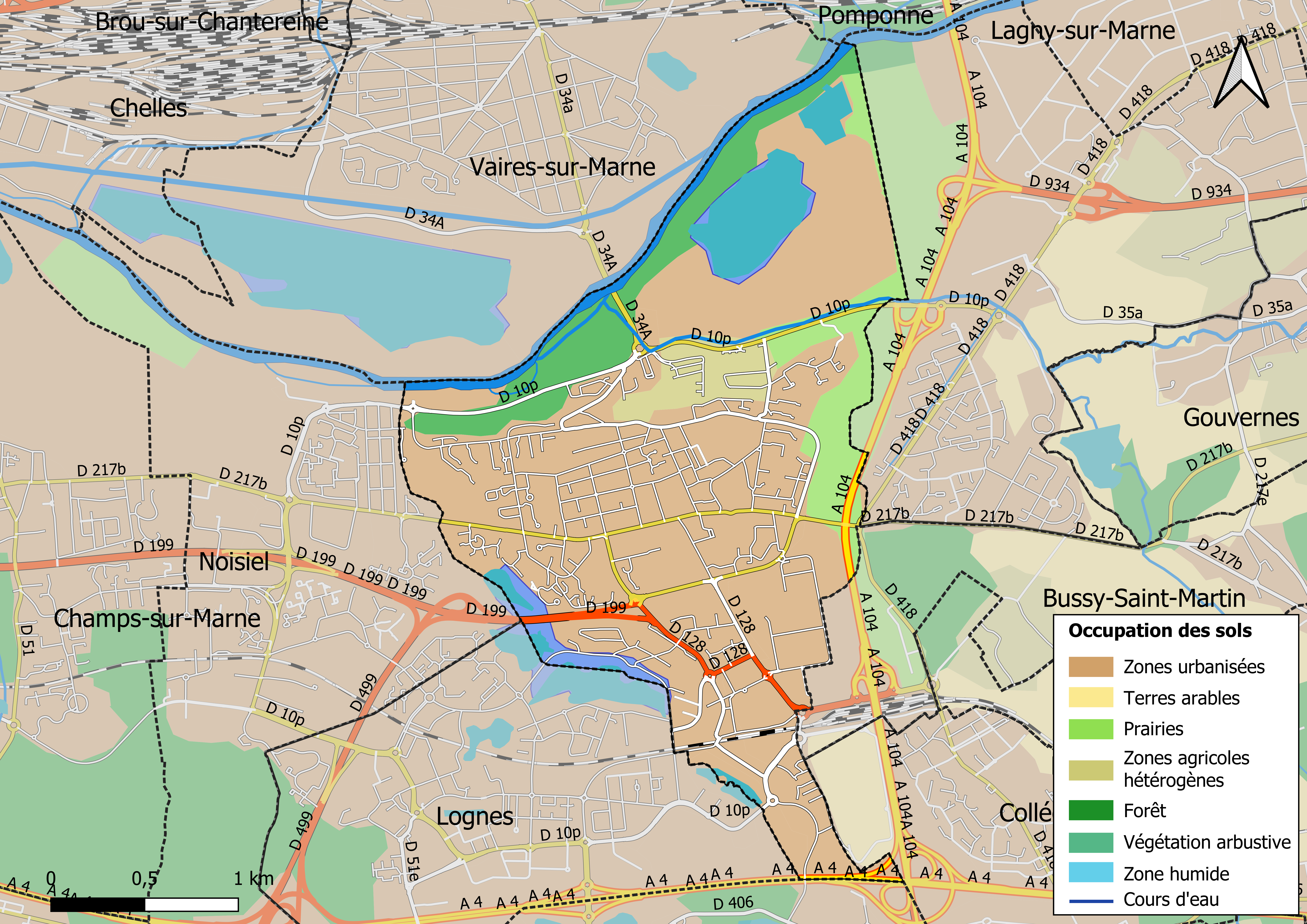
托尔西土地利用情况地图

托尔西位于巴黎盆地腹地，其城市始建于马恩河左岸的一处缓丘之上。在城市建设史上，为避免马恩河的洪水威胁，其历史城区所处区域比马恩河面高出了近50米。一份由国家地理林业信息研究所于20世纪50年代出版的地图显示彼时的托尔西城市用地集中于市政厅附近，一条东西走向的公路贯穿市中心，南侧则通过一条乡村道路连接克鲁瓦西-博堡。20世纪80年代后，随着托尔西站的建成，其附近区域得到大规模开发，托尔西的人口重心逐渐向南转移。而连接托尔西老城和克鲁瓦西-博堡之间乡村道路在20世纪末期的城市建设中被改造成为了林根费尔德大街（avenue de Lingenfeld），成为了连接托尔西新城和老城之间的主轴线。
相比与同类型的市镇，托尔西的城市功能分区较为明显：马恩河畔的林地被列为“特别区”，老城北侧为传统分散式居民区，老城及南侧为传统集中式居民区，中南部的“瞭望台”街区多社会保障性住房，托尔西快铁站北侧为商业区，南侧为综合交通枢纽，市镇范围最西南端则是新建的行政办公区，托尔西区政府设立于此。在城市规划方面，横穿马恩拉瓦莱的A199高速公路原计划在托尔西与A104高速公路直接贯通，但该项目最终并未完成，根据《巴黎人报》的论述，该项目托尔西段因当地政府的反对而被放弃，后者认为这项工程将破坏托尔西的整体城市规划。此外，根据托尔西的城市总体规划方案，当地新建的建筑物高度不得超过13米，且建筑外立面的颜色需与其它相邻建筑近似，并不得悬挂空调外机、排气扇等设施，以维护当地的城市整体景观。

### 建筑
托尔西境内的建筑大多建于20世纪以后，截至2021年12月，当地暂无法国国家文物保护单位。位于老城中心的圣巴泰勒米教堂（Église Saint-Barthélemy de Torcy）建于1863年，是当地的代表性文化建筑，位于托尔西站北侧的一处公寓塔楼则因其独特的锥形屋顶而成为当地的地标性建筑物。

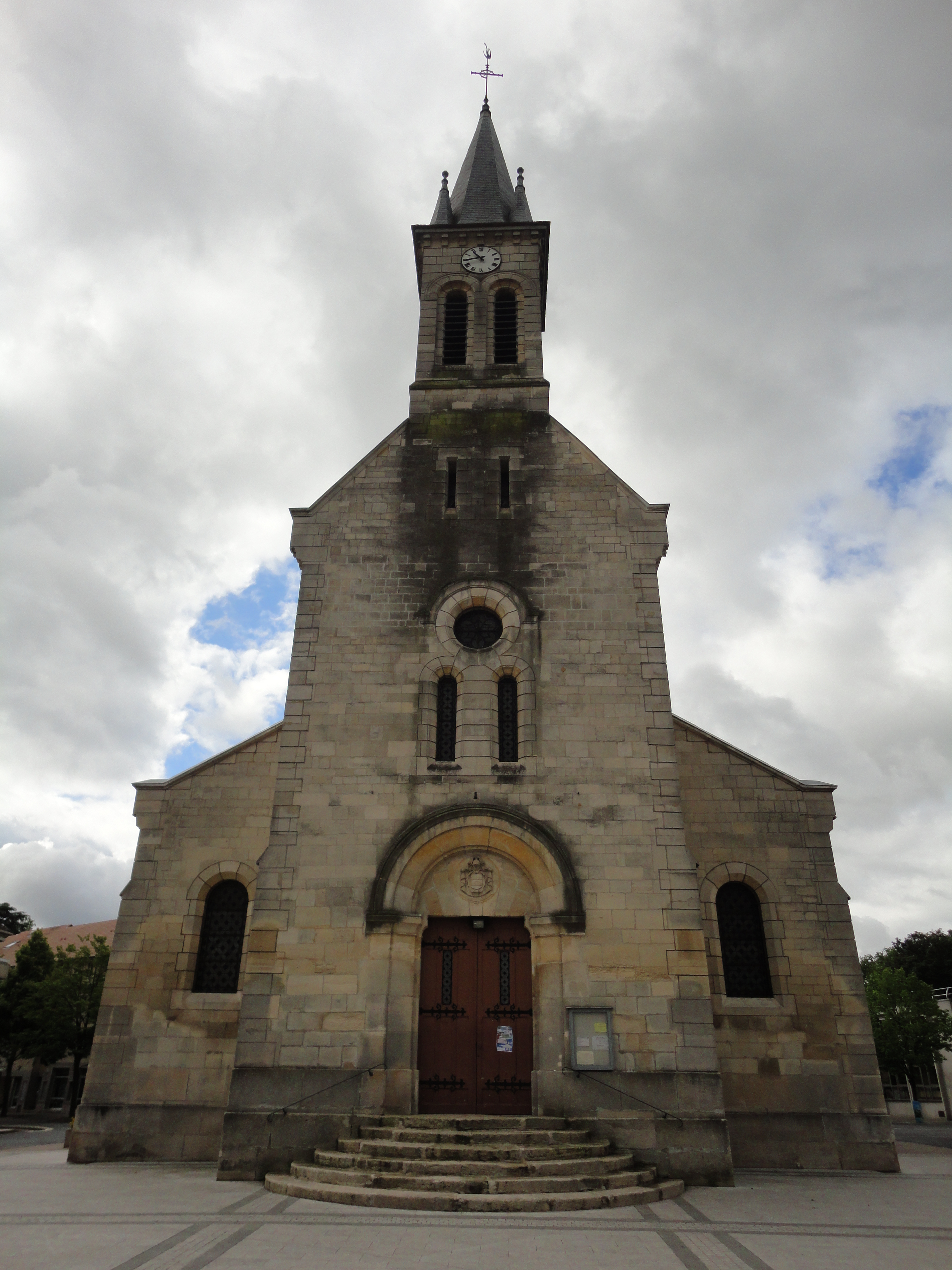
圣巴泰勒米教堂
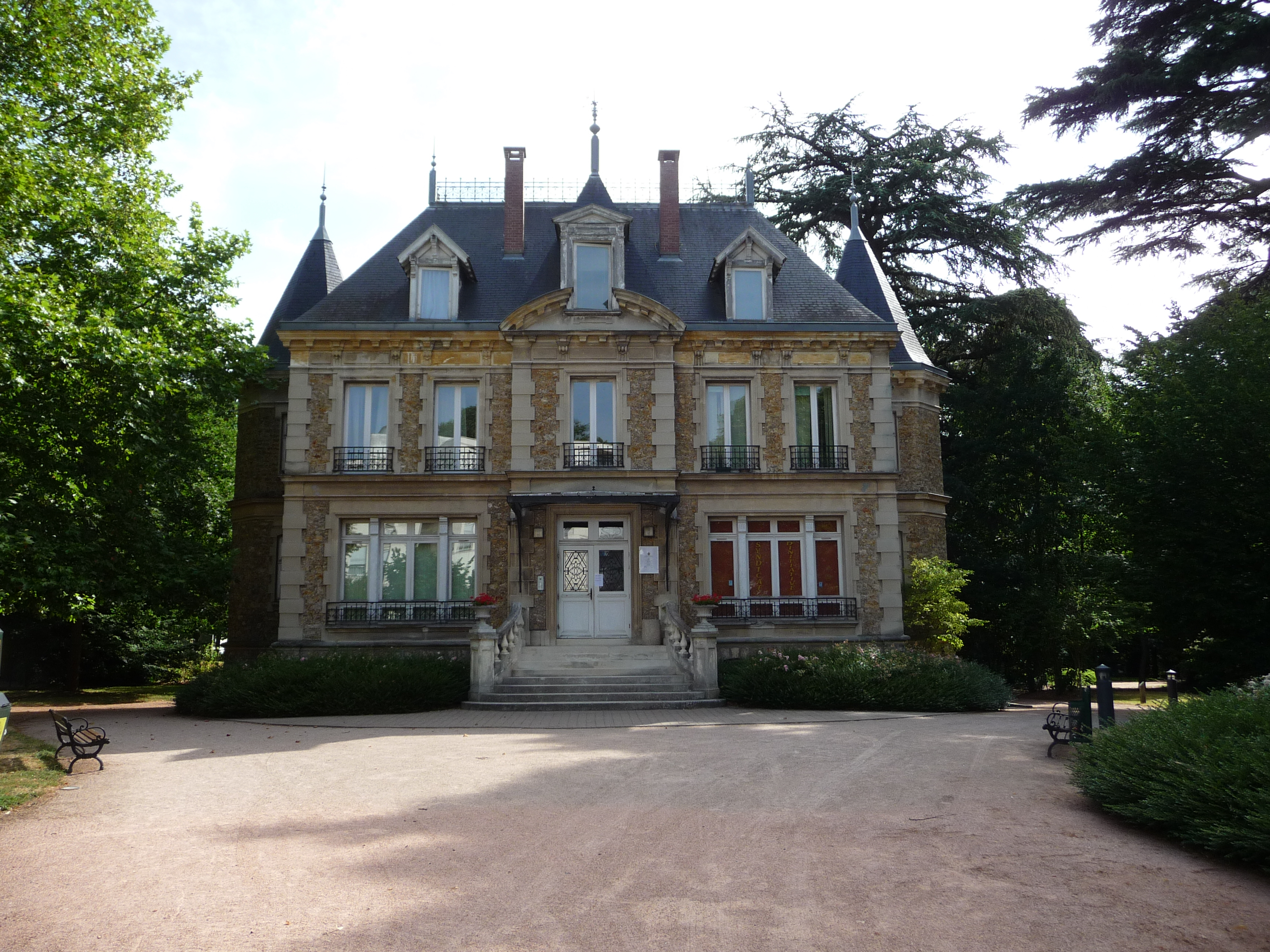
莱沙尔梅特城堡
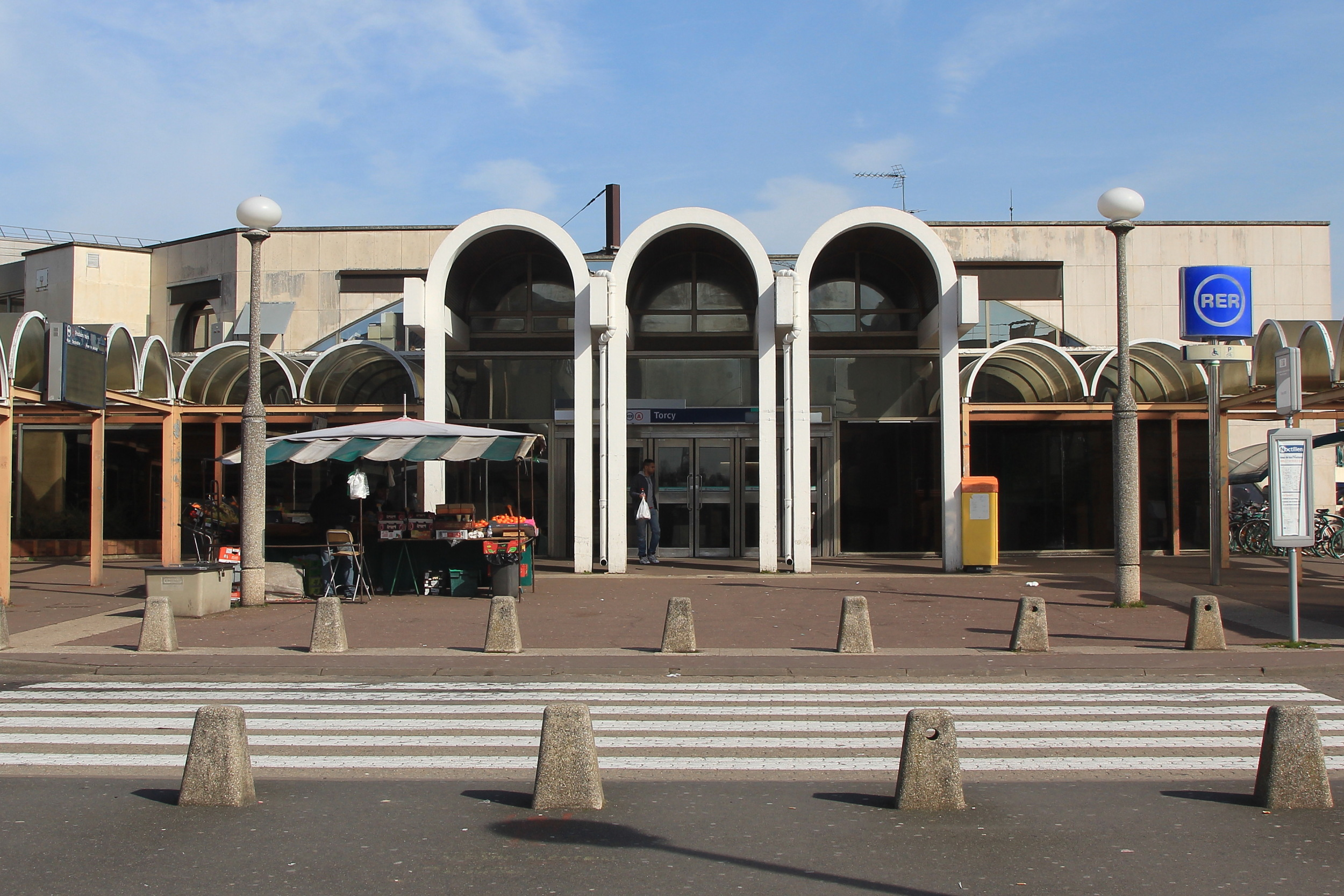
托尔西火车站（改造前）
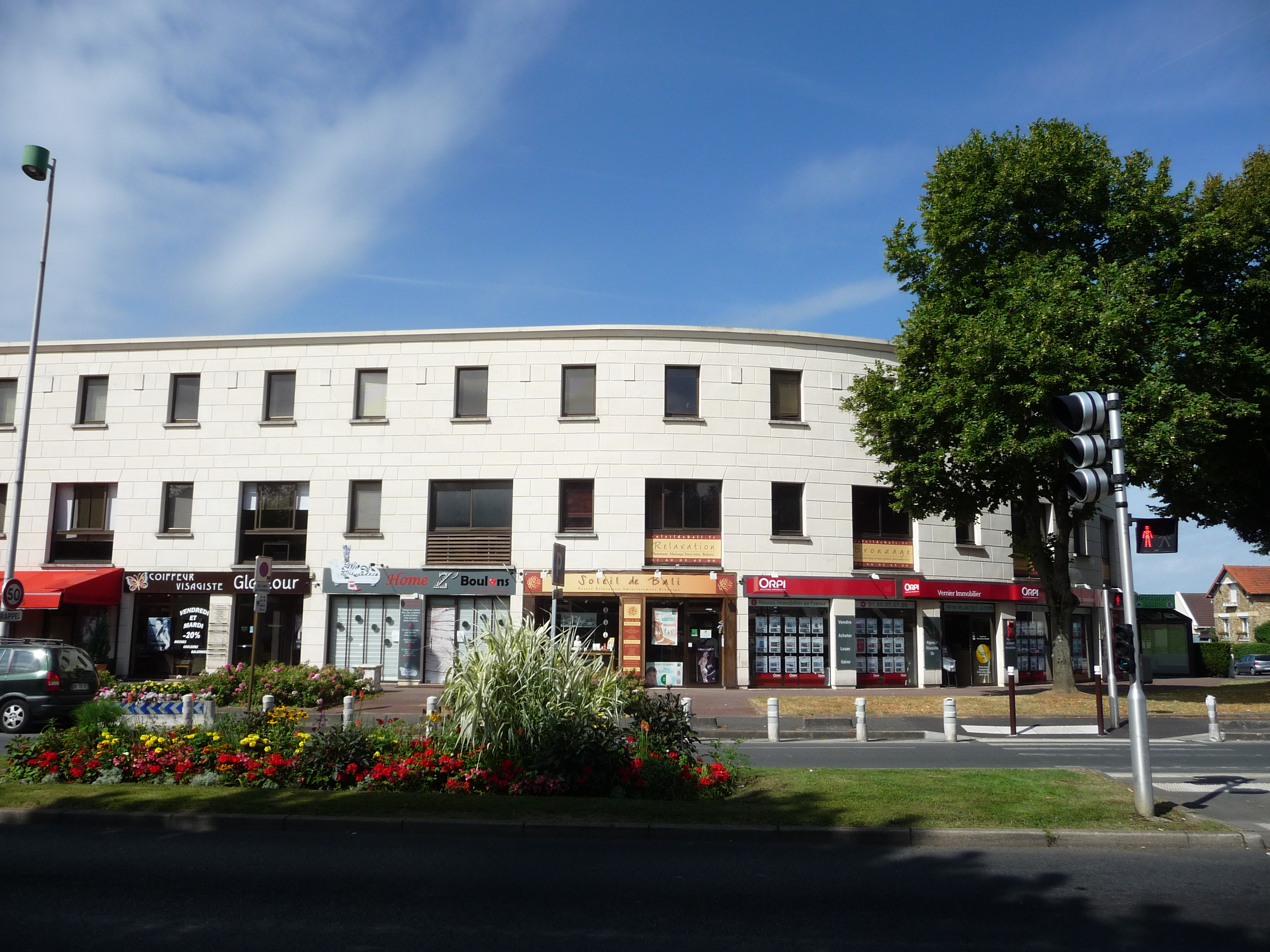
商住楼
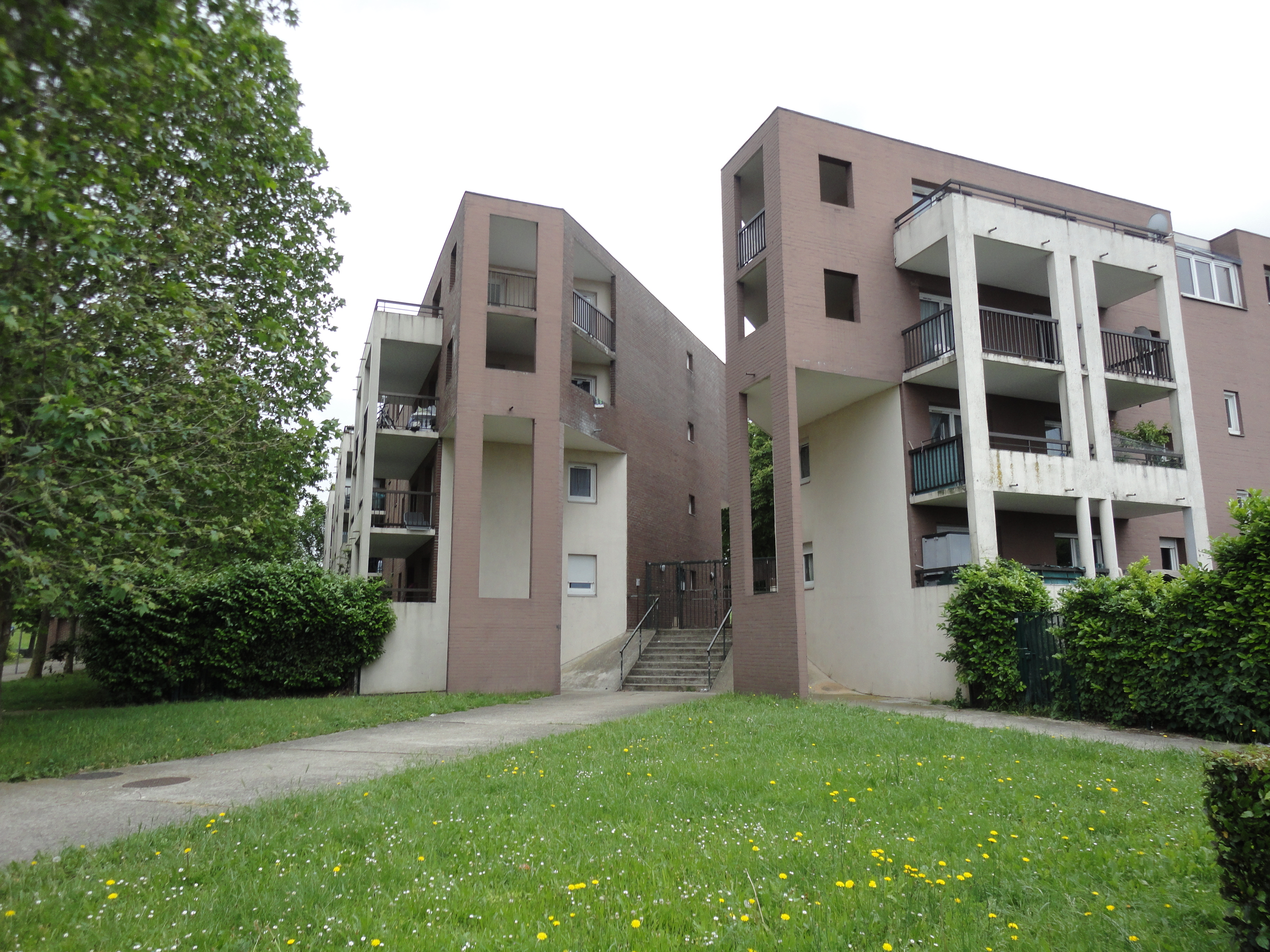
黑方块公寓
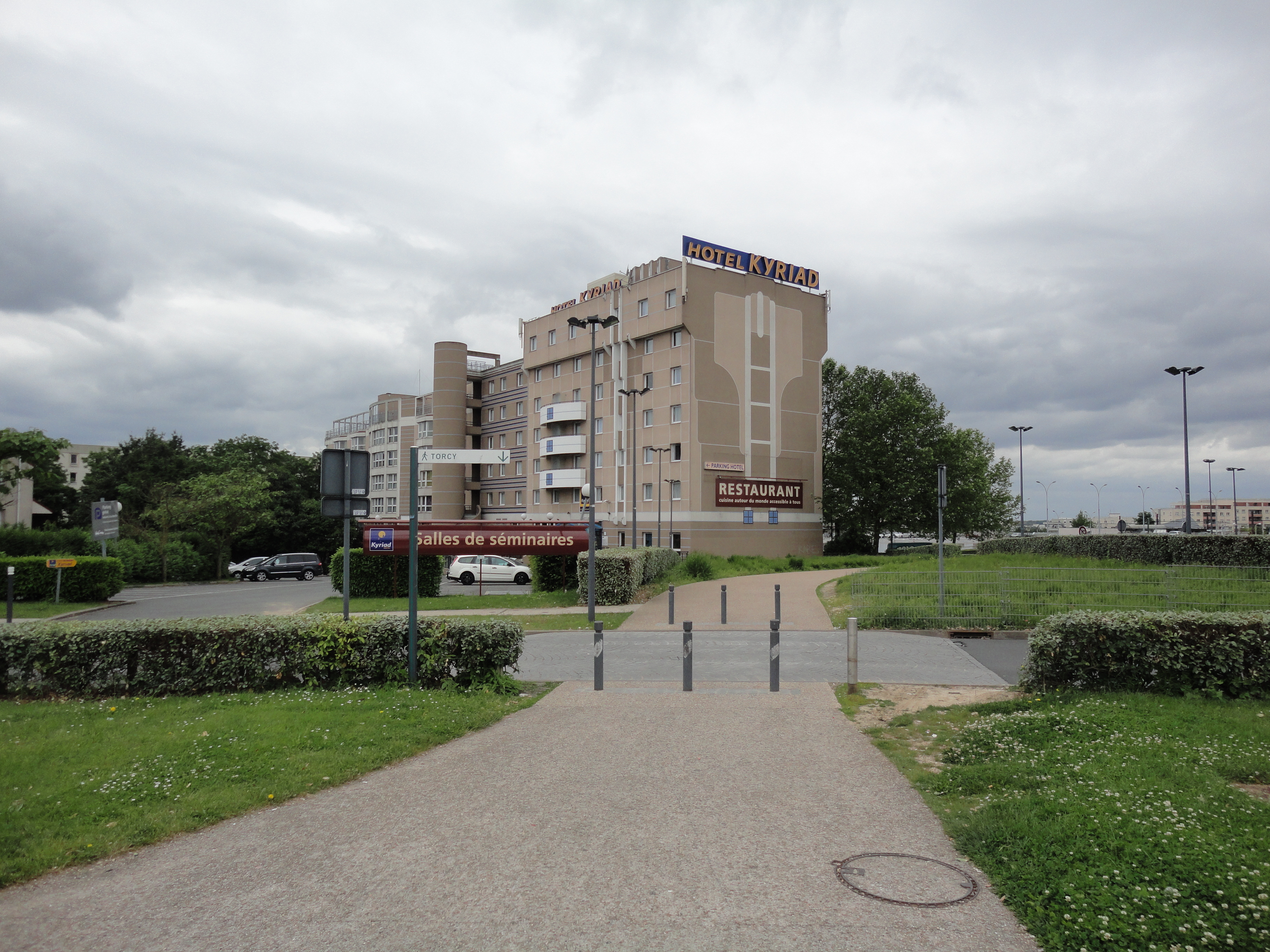
托尔西的一家酒店
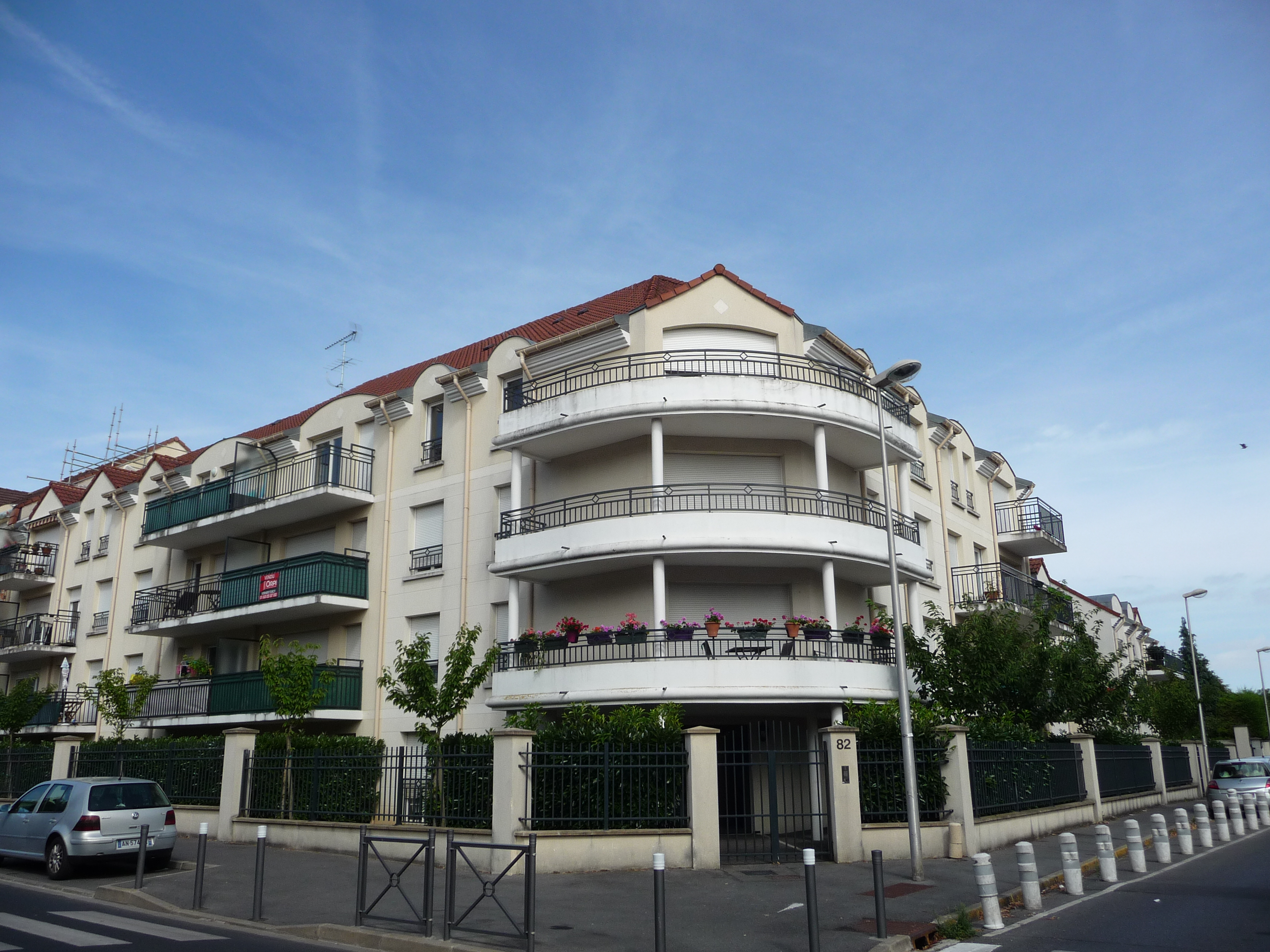
现代居民区

### 宗教

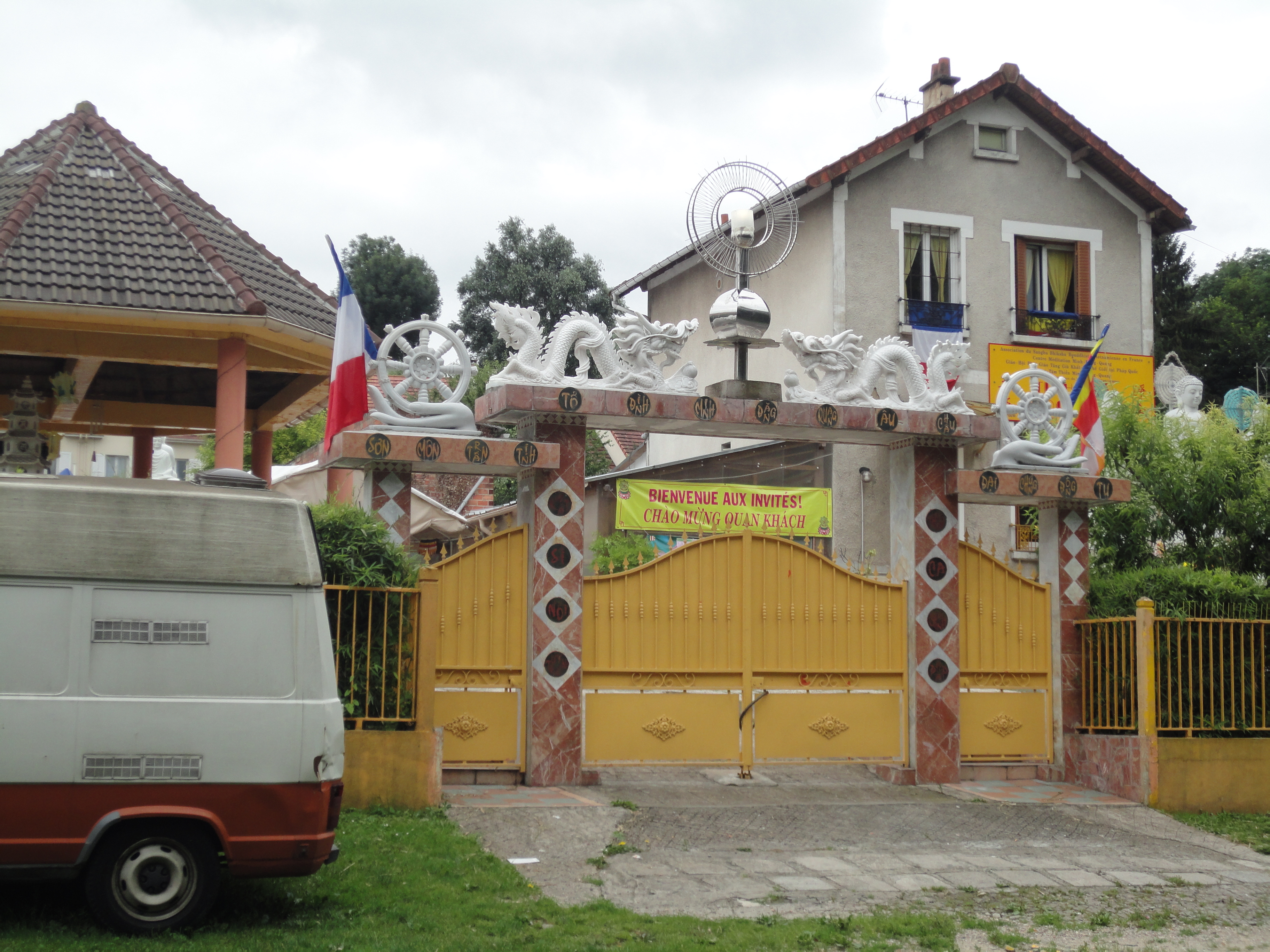
托尔西的一处佛教文化中心

托尔西和与其相邻的另外7个市镇共同组成了“莫比埃湖行事堂区”（Pôle missionnaire du Val Maubuée），隶属于天主教莫城教区，该教区的范围与塞纳-马恩省重合。位于托尔西市中心的圣巴泰勒米教堂是当地主要的天主教活动中心，此外，当地还有一处天主教救济中心。
托尔西境内建有一处清真寺，并设有托尔西马恩拉瓦莱拉赫马联盟（Association Rahma de Torcy Marne-la-Vallée）。2017年4月，该联盟因其成员涉嫌参与极端恐怖组织而被当地政府解散，其清真寺亦由此关闭，后于2018年1月重新开放。
托尔西境内亦有大批佛教徒居民，当地建有一处大乘佛教寺庙和一个朝鲜族佛教联盟。

### 旅游

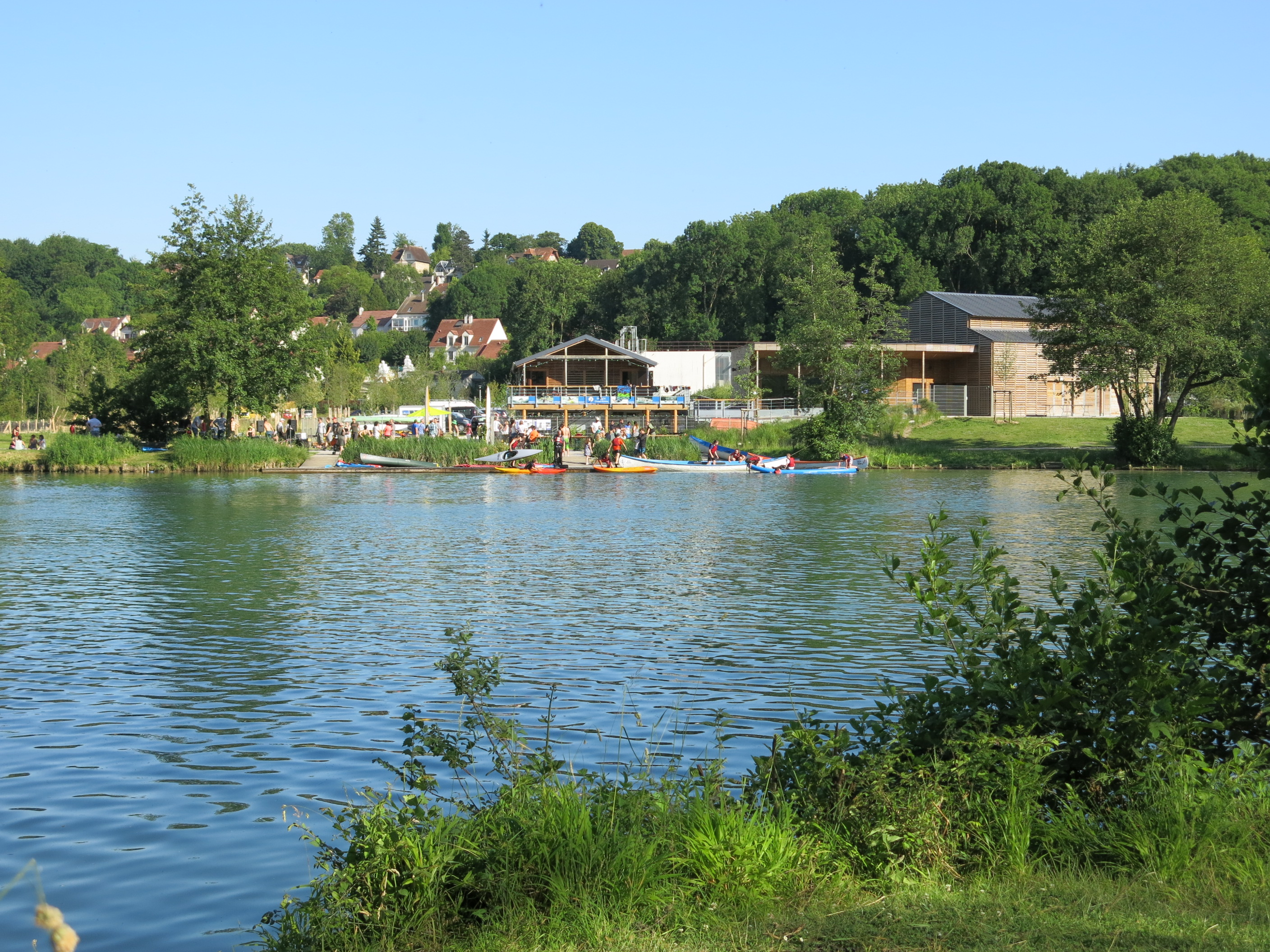
韦尔-托尔西休闲岛

托尔西的旅游事务由多个政府部分共同协调负责。韦尔-托尔西休闲岛位于马恩河南岸，建成于20世纪80年代，占地350公顷，是一个综合性的休闲度假区，该园区中心为一处由马恩河泄洪湖改造而来的大型水域，其附近开辟有人造沙滩及划艇赛道，被称为“托尔西海滩”（Plage de Torcy），后者每年夏季开放，是当地的代表性景点。得益于快铁A线，由托尔西前往巴黎迪士尼乐园的最佳旅行时间在10分钟以内，前往巴黎市区则需约半小时。托尔西与巴黎市区之间的区域海拔相对低平，且无大型建筑物阻挡，在能见度较高的情况下，从托尔西附近地势较高的街区可依稀望见巴黎的代表性建筑埃菲尔铁塔。
在游客接待设施方面，2021年，托尔西境内共有5家酒店共计487间房间，其中三星级酒店1家，设有164个房间；两星级酒店1家，设有120个房间；无星级酒店3家，设有193个房间。

### 体育

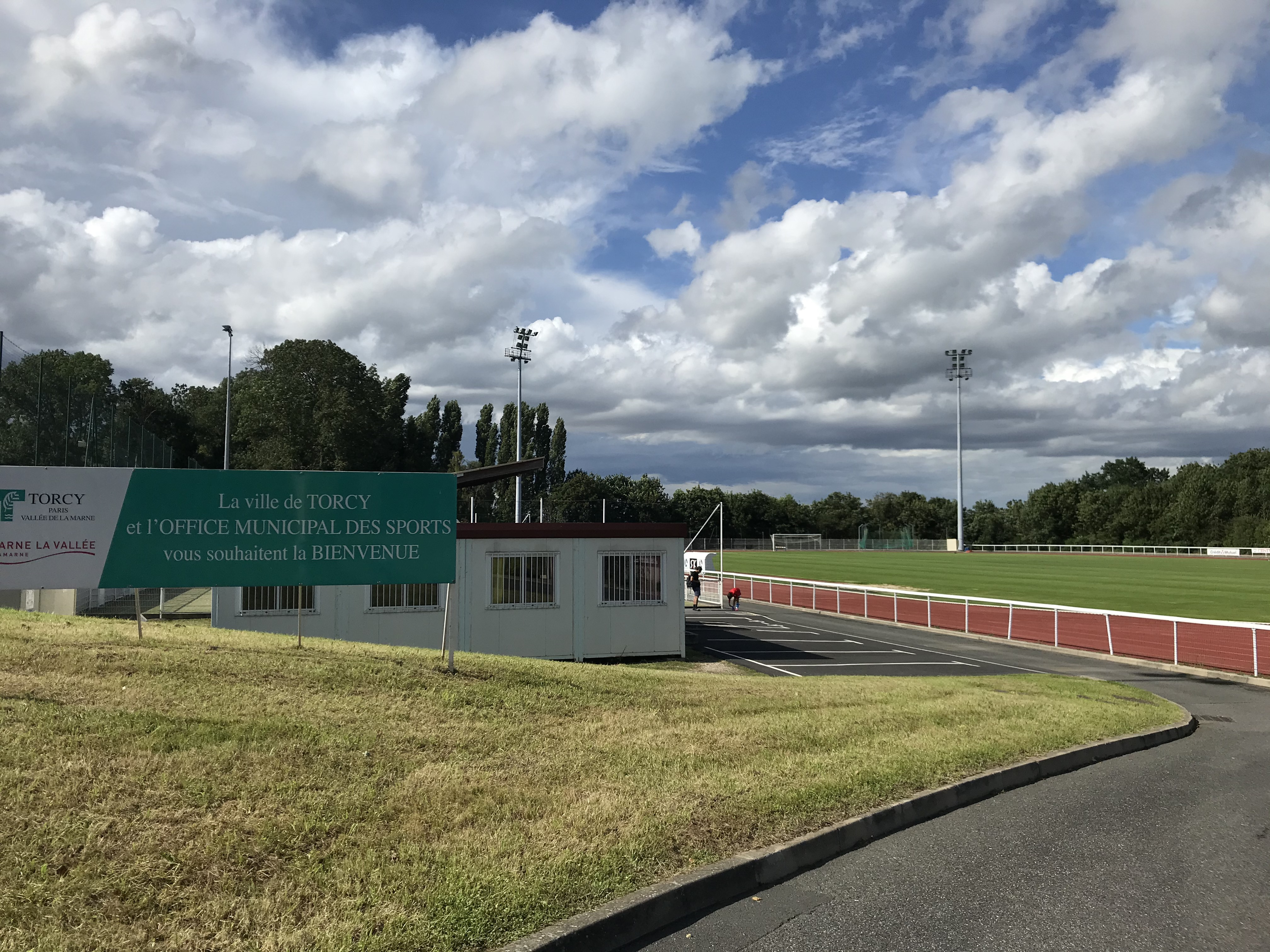
托尔西弗雷穆瓦球场

2020年，托尔西境内共有1家游泳池、6间体育馆、2座综合体育场、7处网球场、1处马术场、3处足球或橄榄球场、3处篮球或排球场以及1处高尔夫球场。
截至2021年12月，托尔西境内共有三家注册足球俱乐部，其中包括一家五人制足球队。托尔西体育联盟是当地的代表性足球俱乐部，成立于1942年，法国足球运动员保罗·博格巴曾在2006至2007年间效力于该俱乐部的U14青年队，2021至2022赛季，该俱乐部的男子主队参加法兰西岛大区足球联赛，其主场弗雷穆瓦球场（Stade du Frémoy）位于市区北部，可同时容纳1,350名观众。
除足球外，托尔西亦设有同名手球俱乐部，该团体成立于1977年，2021至2022赛季参加法国全国手球联赛（法丙）。
韦尔-托尔西休闲岛内的人工湖开辟有多条运动赛道，后者将承办2024年夏季奥林匹克运动会的部分水上比赛项目。

### 媒体
法国主要的媒体均可在托尔西接收，法国电视三台下属的法兰西岛大区频道在部分时段播出托尔西所属的塞纳-马恩省的地方新闻。蓝色法兰西巴黎频道、《巴黎人报》和《塞纳-马恩省共和国报》等是当地主要的地方性媒体。在现代社交媒体方面，托尔西市政府在Facebook、Twitter、Instagram等社交媒体上均开设有官方账号，不定期发布当地各类讯息；民间亦建有名为“你知道你何时来自托尔西”（Tu Sais Que Tu Viens De Torcy Quand ...）的Facebook社团，旨在促进当地民众之间的信息交流。

### 影视作品
托尔西的街景在法国演员主演的电影《狗》以及法国女歌手伊莎贝尔·阿佳妮歌曲《深蓝色的羊毛衫》的短片中有所出现。是一个位于托尔西的说唱组合。2019年7月，某饶舌歌手在托尔西进行短片拍摄，后因其团队涉嫌私自破坏公共设施而被当地警局叫停。

## 相关人物
法国景观设计师安托万·努瓦塞特出生于托尔西。此外多名职业足球运动员曾在托尔西足球队进行训练，包括、亚里亚·凯贝、穆拉德·梅格尼、保罗·博格巴和杰夫·雷内-阿德莱德等。

## 友好城市
截至2021年12月，托尔西共与两座城市互为友好城市关系：
- 德国 林根费尔德
- 希腊 格文

### 文献网站
- INSEE. . insee.fr. 2021-09-29  [2021-12-22]. （原始内容存档于2021-11-29） （法语）.
- Gérard Burlet. . Librairie Mahieu. 1993: 158  [2021-12-22]. （原始内容存档于2021-12-22） （法语）.

### 分类资料
历史类
1. ↑  Ernest Nègre.  1. Genève: Droz S.A. 1990: 591 （法语）. Torcy, Seine et M: Toriacum, 868, Torci, 1187
2. ↑  L'Abbé Leboeuf. . . Académie de l'inscription et belles lettres （法语）.
3. ↑  Julien Laborde. . inventerlegrandparis.fr.   [2021-12-28]. （原始内容存档于2020-02-22） （法语）.
4. ↑  Jean-Luc FLOHIC. . Collection Le Patrimoine des Communes de France. Charenton-le-Pont: Flohic Éditions. : 447 （法语）.
5. ↑  Bruno FOUCRAY. . Actes des Journées Archéologiques. S.R.A. Ile de France. 2002 （法语）.
6. ↑  . lemarneux.fr. 2009-10-06  [2021-12-21]. （原始内容存档于2021-12-21） （法语）.
7. ↑  André Kaspi; Joëlle Conan. . Quand la banlieue peut avoir une âme. Paris: Découvertes Gallimard Histoire. 2010. ISBN 9782070437306 （法语）.
8. ↑  François-Alexandre Aubert de La Chesnaye des Bois.  8. Vve Duchesne. 1774 （法语）.
9. ↑  E H Félix Pascal. . 1836: 596 （法语）.
10. ↑  Marcel Grosdidier de Matons. . Mémoires de la Société des lettres, sciences et arts de Bar-le-Duc (1871-1946). 1918 （法语）.
11. ↑  . francearchives.fr.   [2021-12-21]. （原始内容存档于2021-12-21） （法语）.
12. ↑  Cassini. . cassini.ehess.fr.   [2021-12-21]. （原始内容存档于2021-11-14） （法语）.
13. ↑  tourisme-pvm.fr. . tourisme-pvm.fr.   [2021-12-22]. （原始内容存档于2021-12-22） （法语）.
14. ↑  ignrando.fr. . ignrando.fr. 2017-12-18  [2021-12-22]. （原始内容存档于2021-12-22） （法语）.
15. ↑  Gérard Burlet. . 2009 （法语）.
16. ↑  actu.fr. . actu.fr. 2021-07-13  [2021-12-22]. （原始内容存档于2021-12-22） （法语）.
17. ↑  Michelle Guillon. . Perspectives chinoises. 1995  [2021-12-22]. （原始内容存档于2021-12-22） （法语）.
18. ↑  . Le Monde. 2005-09-30  [2021-12-22]. （原始内容存档于2021-12-22） （法语）.
19. ↑  . ignrando.fr. IGN. 2017-02-18  [2021-12-28]. （原始内容存档于2021-12-28） （法语）.
20. ↑  . actu.fr. 2013-08-28  [2021-12-22]. （原始内容存档于2021-12-22） （法语）.
21. ↑  Christian Ducrez; Vincent Lelièvre. . Paris: Hazan. 1992: 191. ISBN 2-85025-276-X （法语）.
22. ↑  . Mémoire et Documents. Archives départementales de Seine-et-Marne. 2007 （法语）.
23. ↑  . leparisien.fr. 2017-12-01  [2021-12-22]. （原始内容存档于2021-12-22） （法语）.
24. ↑  . lesdecouvreurs.com. 2019-10-25  [2021-12-22]. （原始内容存档于2021-12-22） （法语）.
25. ↑  . interieur.gouv.fr. 2006-07-11  [2021-12-22]. （原始内容存档于2021-12-22） （法语）.

地理类
1. ↑  Alain l'Hostis; Sébastien Darchen. . HAL. 2015  [2021-12-27]. （原始内容存档于2021-01-25） （英语）.
2. ↑  BRGM. . 2000. ISBN 978-2715911840 （法语）.
3. ↑  BRGM.  (pdf). ficheinfoterre.brgm.fr.   [2021-12-23]. （原始内容存档 (PDF)于2021-01-28） （法语）.
4. ↑  BRGM (编). . brgm.fr.   [2021-12-23]. （原始内容存档于2021-02-19） （法语）.
5. ↑  SAGE MARNE CONFLUENCE SYNDICAT MARNE VIVE (编). . sage-marne-confluence.fr.   [2021-12-26]. （原始内容存档于2021-09-22） （法语）.
6. ↑  . lexpress.fr. 2015-12-11  [2021-03-14]. （原始内容存档于2015-12-13） （法语）.
7. ↑  . actualite.lachainemeteo.com. 2012-04-30  [2021-12-27]. （原始内容存档于2021-11-22） （法语）.
8. ↑  insee.fr. . insee.fr.   [2021-09-08]. （原始内容存档于2021-06-07） （法语）.
9. ↑  insee.fr. . insee.fr.   [2021-09-08]. （原始内容存档于2021-07-13） （法语）.
10. ↑  insee.fr. . insee.fr.   [2021-09-08]. （原始内容存档于2021-06-07） （法语）.
11. ↑  insee.fr. . insee.fr.   [2021-09-08]. （原始内容存档于2018-07-24） （法语）.
12. ↑  insee.fr. . insee.fr.   [2021-09-08]. （原始内容存档于2018-07-24） （法语）.
13. ↑  insee.fr. . insee.fr.   [2021-09-08]. （原始内容存档于2020-11-10） （法语）.
14. ↑  insee.fr. . insee.fr.   [2021-09-08]. （原始内容存档于2020-11-15） （法语）.
15. ↑  sig.ville.gouv.fr. . sig.ville.gouv.fr.   [2021-12-21]. （原始内容存档于2021-12-21） （法语）.
16. ↑  Île de France Mobilité. . iledefrance-mobilites.fr.   [2021-12-21]. （原始内容存档于2020-09-25） （法语）.
17. ↑  Géoportail. . geoportail.gouv.fr. 2017-02-08  [2021-12-28]. （原始内容存档于2021-11-01） （法语）.

社科类
1. ↑  annuaire-mairie.fr. . annuaire-mairie.fr.   [2021-12-27]. （原始内容存档于2021-12-27） （法语）.
2. ↑  ville de Torcy. . ville-torcy.fr.   [2021-12-21]. （原始内容存档于2021-12-21） （法语）.
3. ↑  Ministère de l'Intérieur (编). . interieur.gouv.fr. 2020-06-28  [2021-12-21]. （原始内容存档于2021-12-21） （法语）.
4. ↑  . en-marche.fr.   [2021-12-21]. （原始内容存档于2020-11-12） （法语）.
5. ↑  Ministère de l'Intérieur (编). . interieur.gouv.fr. 2019-05-26  [2021-12-21]. （原始内容存档于2021-12-21） （法语）.
6. ↑  Ministère de l'Intérieur (编). . interieur.gouv.fr. 2021-06-27  [2021-12-21]. （原始内容存档于2021-12-21） （法语）.
7. ↑  Ministère de l'Intérieur (编). . interieur.gouv.fr. 2021-06-27  [2021-12-21]. （原始内容存档于2021-12-21） （法语）.
8. ↑  insee.fr. . insee.fr.   [2021-12-21]. （原始内容存档于2021-05-01） （法语）.
9. ↑  Commune de Torcy (77468) - commune actuelle（法文）
10. ↑  pole-emploi.fr (编). . pole-emploi.fr.   [2021-12-27]. （原始内容存档于2021-12-27） （法语）.
11. ↑  corporate.stihl.fr (编). . corporate.stihl.fr.   [2021-12-27]. （原始内容存档于2021-11-22） （法语）.
12. ↑  Le Figaro (编). . entreprises.lefigaro.fr. 2021-11-08  [2021-12-27]. （原始内容存档于2021-12-27） （法语）.
13. ↑  Manageo (编). . manageo.fr.   [2021-12-21]. （原始内容存档于2021-12-21） （法语）.
14. ↑  Le Figaro (编). . entreprises.lefigaro.fr.   [2021-12-21]. （原始内容存档于2021-12-21） （法语）.
15. ↑  JDN (编). . journaldunet.fr.   [2021-12-21]. （原始内容存档于2021-12-21） （法语）.
16. ↑  Ministère de la Cohésion des territoires et des Relations avec les collectivités territoriales (编). . cohesion-territoires.gouv.fr.   [2021-12-21]. （原始内容存档于2021-11-22） （法语）.
17. ↑  JDN (编). . journaldunet.fr.   [2021-12-21]. （原始内容存档于2021-12-21） （法语）.
18. ↑  JDN (编). . journaldunet.fr.   [2021-12-21]. （原始内容存档于2021-12-21） （法语）.
19. ↑  ac-creteil.fr. . ac-creteil.fr.   [2021-01-04]. （原始内容存档于2020-11-07） （法语）.
20. ↑  . linternaute.com.   [2021-12-21]. （原始内容存档于2021-12-21） （法语）.
21. ↑  . jeanmoulintorcy.fr.   [2021-12-27]. （原始内容存档于2021-11-22） （法语）.
22. ↑  . villedata.fr.   [2021-12-21]. （原始内容存档于2021-12-21） （法语）.
23. ↑  . inspe.u-pec.fr.   [2021-12-27]. （原始内容存档于2021-12-27） （法语）.
24. ↑  FHF. . etablissements.fhf.fr.   [2021-12-21]. （原始内容存档于2021-12-21） （法语）.
25. ↑  ghef.fr. . ghef.fr.   [2020-11-14]. （原始内容存档于2020-11-16） （法语）.
26. ↑  . santeenfrance.fr.   [2021-12-21]. （原始内容存档于2021-12-21） （法语）.
27. ↑  . linternaute.com.   [2021-12-21]. （原始内容存档于2021-12-21） （法语）.
28. ↑  . agglo-pvm.fr.   [2021-12-27]. （原始内容存档于2021-12-27） （法语）.
29. ↑  . sig.ville.gouv.fr.   [2021-12-28]. （原始内容存档于2021-11-22） （法语）.
30. ↑  . linternaute.com.   [2021-12-21]. （原始内容存档于2021-12-21） （法语）.
31. ↑  . tourisme-pvm.fr.   [2021-12-21]. （原始内容存档于2021-12-21） （法语）.
32. ↑  . centre-commercial.fr.   [2021-12-21]. （原始内容存档于2021-12-21） （法语）.
33. ↑  . linternaute.com.   [2021-12-27]. （原始内容存档于2021-12-27） （法语）.
34. ↑  . linternaute.com.   [2021-12-27]. （原始内容存档于2021-12-27） （法语）.
35. ↑  . linternaute.com.   [2021-12-21]. （原始内容存档于2021-12-21） （法语）.
36. ↑  ville de Torcy (编). . ville-torcy.fr.   [2021-12-21]. （原始内容存档于2021-12-22） （法语）. L’association est en relation avec les comités de villes de Lingenfeld et Girvan.

文化类
1. ↑  ville de Torcy. .   [2021-12-28]. （原始内容存档于2021-12-27） （法语）.
2. ↑  Le Parisien. . leparisien.fr. 2003-10-30  [2021-12-28]. （原始内容存档于2021-12-27） （法语）.
3. ↑  communes.com. . communes.com.   [2021-12-21]. （原始内容存档于2021-12-22） （法语）.
4. ↑  patrimoine-religieux.fr. . patrimoine-religieux.fr.   [2021-12-21]. （原始内容存档于2021-12-28） （法语）.
5. ↑  . messes.info.   [2021-12-23]. （原始内容存档于2021-12-23） （法语）.
6. ↑  . eglise-catholique-val-maubuee.fr.   [2021-12-23]. （原始内容存档于2021-12-23） （法语）.
7. ↑  . catho77.fr.   [2021-12-23]. （原始内容存档于2016-12-08） （法语）.
8. ↑  . messes.info.   [2021-12-23]. （原始内容存档于2021-12-23） （法语）.
9. ↑  ville de Torcy. . ville-torcy.fr.   [2021-12-23]. （原始内容存档于2021-12-23） （法语）.
10. ↑  France Bleu. . francebleu.fr. 2017-05-03  [2021-12-23]. （原始内容存档于2021-12-23） （法语）.
11. ↑  Tribunal administratif de Melun. . melun.tribunal-administratif.fr. 2017-04-24  [2021-12-23]. （原始内容存档于2021-12-23） （法语）.
12. ↑  . europe1.fr. 2018-01-19  [2021-12-23]. （原始内容存档于2021-12-23） （法语）.
13. ↑  . patrimoine-religieux.fr.   [2021-12-23]. （原始内容存档于2021-12-28） （法语）.
14. ↑  . cylex-locale.fr.   [2021-12-23]. （原始内容存档于2021-12-23） （法语）.
15. ↑  Jérôme Bertrand; Frédérique Pré. . Paris: IAU îdF. 2019: 183. ISBN 978-2-7371-2121-0 （法语）.
16. ↑  . tourisme-pvm.fr.   [2021-12-23]. （原始内容存档于2021-12-23） （法语）.
17. ↑  . leparisien.fr. 2015-04-17  [2021-12-23]. （原始内容存档于2021-12-23） （法语）.
18. ↑  FÉDÉRATION FRANÇAISE DE FOOTBALL - LIGUE DE PARIS ILE-DE-FRANCE (编). . paris-idf.fff.fr.   [2021-12-21]. （原始内容存档于2021-12-21） （法语）.
19. ↑  FÉDÉRATION FRANÇAISE DE FOOTBALL - LIGUE DE PARIS ILE-DE-FRANCE (编). . paris-idf.fff.fr.   [2021-12-21]. （原始内容存档于2021-12-21） （法语）.
20. ↑  torcyfoot.footeo.com (编). . torcyfoot.footeo.com.   [2021-12-21]. （原始内容存档于2021-12-21） （法语）.
21. ↑  thbmlv77.clubeo.com (编). . thbmlv77.clubeo.com.   [2021-12-21]. （原始内容存档于2021-12-27） （法语）.
22. ↑  agglo-pvm.fr (编). . agglo-pvm.fr.   [2021-12-27]. （原始内容存档于2021-12-27） （法语）.
23. ↑  France 3 Île-de-France (编). . france3-regions.francetvinfo.fr.   [2021-12-21]. （原始内容存档于2021-12-23） （法语）.
24. ↑  Petit Futé (编). . petitfute.com.   [2021-12-21]. （原始内容存档于2021-12-22） （法语）.
25. ↑  magjournal77.fr (编). . magjournal77.fr. 2020-05-25  [2021-12-27]. （原始内容存档于2021-12-27） （法语）.
26. ↑  CineFaniac (编). . cinefaniac.fr.   [2021-12-27]. （原始内容存档于2021-12-28） （法语）.
27. ↑  musiqueurbaine.fr (编). . musiqueurbaine.fr.   [2021-12-27]. （原始内容存档于2021-12-27） （法语）.
28. ↑  actu.fr (编). . actu.fr.   [2021-12-27]. （原始内容存档于2021-12-27） （法语）.
29. ↑  Ouest-France (编). . ouest-france.fr. 2013-05-11  [2021-12-28]. （原始内容存档于2021-12-28） （法语）.
30. ↑  Tema JOEL (编). . sportdrome.com.   [2021-12-28]. （原始内容存档于2021-12-28） （法语）.
31. ↑  actu.fr (编). . actu.fr. 2018-08-16  [2021-12-28]. （原始内容存档于2019-08-01） （法语）.
32. ↑  leparisien.fr (编). . leparisien.fr. 2019-08-22  [2021-12-28]. （原始内容存档于2021-05-11） （法语）.

综合类
1. 1 2 3 4  communes.com. . communes.com.   [2021-12-21]. （原始内容存档于2021-12-28） （法语）.
2. 1 2 3 4 5 6 7 8 9 10 11 12 13 14 15 16 17 18 19 20 21 22 23 24 25 26  Géoportail. . geoportail.fr.   [2021-12-21]. （原始内容存档于2021-12-21） （法语）.
3. 1 2 3 4 5 6 7 8  Burlet Gérard, TORCY, souvenirs d'histoire, histoires de souvenirs, 1993
4. 1 2 3 4 5  Cassini. . cassini.ehess.fr.   [2021-12-21]. （原始内容存档于2021-02-09） （法语）.
5. 1 2 3  . linternaute.com.   [2021-12-21]. （原始内容存档于2021-12-21） （法语）.
6. 1 2 3  . linternaute.fr.   [2021-12-21]. （原始内容存档于2021-12-21） （法语）.
7. 1 2  . infoclimat.fr.   [2021-12-22]. （原始内容存档于2021-12-22） （法语）.
8. 1 2  . infoclimat.fr.   [2020-05-10]. （原始内容存档于2020-07-10） （法语）.
9. 1 2  . linternaute.com.   [2021-12-21]. （原始内容存档于2021-12-21） （法语）.
10. 1 2  ville de Torcy. . 2017-03-24  [2021-12-28]. （原始内容存档于2021-12-27） （法语）.
11. 1 2  Le Monde (编). . lemonde.fr.   [2021-12-21]. （原始内容存档于2021-12-26） （法语）.
12. 1 2 3  Dossier complet - Commune de Torcy (77468), EMP T8 - Emplois selon le secteur d'activité. （法文）
13. 1 2  . linternaute.com.   [2021-12-21]. （原始内容存档于2021-12-21） （法语）.
14. 1 2 3  . linternaute.com.   [2021-12-21]. （原始内容存档于2021-12-21） （法语）.
15. 1 2 3  Luca Caioli; Cyril Collot. . Marabout. 2017 （法语）.